# Rayonnant

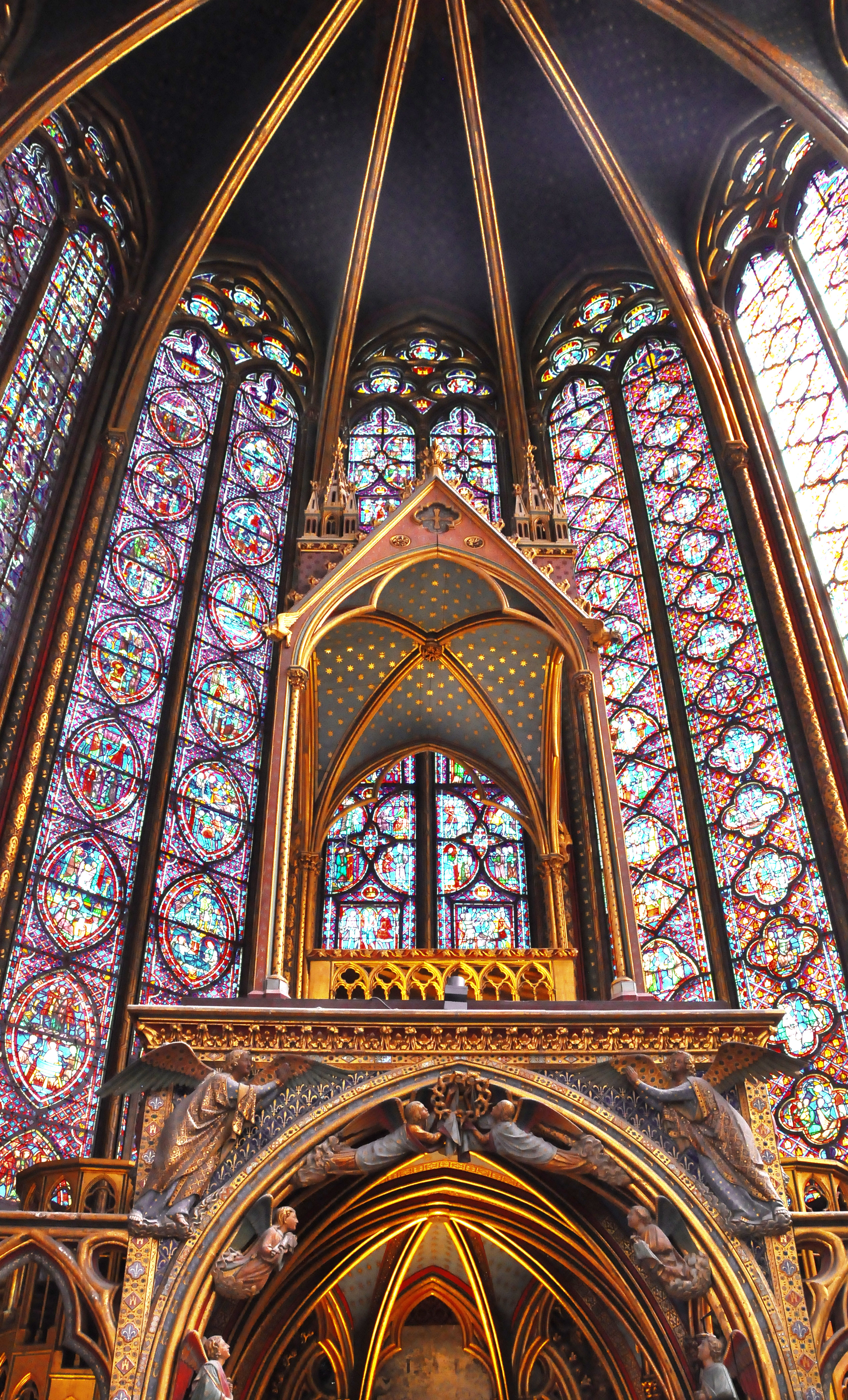
Finestre della Sainte-Chapelle (1238–1248)

Nell'architettura gotica francese, il rayonnant (pronuncia: [ʁɛjɔnɑ]) è il periodo che va da circa la metà del XIII alla metà del XIV secolo. Fu caratterizzato da uno spostamento dall'alto gotico alla ricerca di dimensioni sempre più grandi verso una maggiore unità spaziale, decorazioni raffinate e finestre aggiuntive e più grandi, che riempivano la chiesa di luce. Caratteristiche di spicco del rayonnant comprendono il grande rosone, più finestre nel livello superiore del lucernario, la riduzione dell'importanza del transetto e aperture più ampie al piano terra per stabilire una maggiore comunicazione tra la navata centrale e quelle laterali. La decorazione interna aumentò e i motivi decorativi si diffusero all'esterno, alla facciata e ai contrafforti, utilizzando il razionalismo spaziale verso una maggiore attenzione per le superfici bidimensionali e la ripetizione di motivi decorativi. L'uso del traforo si diffuse gradualmente dalle vetrate alle aree in pietra e alle caratteristiche architettoniche come i frontoni.
Il primo grande esempio in Francia fu la Cattedrale di Amiens (1220-1270). L'esempio francese più importante e compiuto fu la ricostruzione di porzioni di Notre-Dame de Paris (iniziata nel 1250), inclusa l'aggiunta dei grandi rosoni. Il miglior esempio del tardo rayonnant è la cappella reale di Parigi, la Sainte-Chapelle, in cui il piano superiore ha l'aspetto di una grande gabbia di vetro colorato.
Dalla Francia, lo stile si diffuse rapidamente in Inghilterra, dove il traforo francese rayonnant era spesso incorporato in caratteristiche inglesi più tradizionali, come le colonnette e le costole della volta. Esempi notevoli di rayonnant in Inghilterra includono l'Angel Choir della Cattedrale di Lincoln e quello della Cattedrale di Exeter (iniziato prima del 1280). Il suggestivo retrocoro della Cattedrale di Wells (iniziato prima del 1280), il coro di Sant'Agostino nella Cattedrale di Bristol e l'Abbazia di Westminster sono altri importanti esempi.
Dopo la metà del XIV secolo, il rayonnant fu gradualmente sostituito dallo stile flamboyant, più ornato e altamente decorato.

## Nome
Il termine "rayonnant" deriva dai raggi radianti dei rosoni delle principali cattedrali. In Inghilterra, a volte è chiamato stile decorato.
Il termine fu usato per la prima volta dagli storici dell'arte francesi del XIX secolo (in particolare Henri Focillon e Ferdinand de Lasteyrie) per classificare gli stili gotici sulla base dei trafori delle finestre.

## Rayonnant in Francia
L'origine dello stile rayonnant ebbe luogo durante il regno di Luigi IX di Francia (San Luigi), che regnò dal 1226 al 1270. Durante il suo regno, la Francia era la nazione più ricca e potente d'Europa. Luigi era devotamente religioso ed era un importante patrono della Chiesa cattolica e delle arti. L'Università di Parigi, o Sorbona, fu fondata sotto il suo governo, come scuola di teologia. Le principali cattedrali rayonnant avevano il suo patrocinio e la sua cappella reale, la Sainte-Chapelle, che costruì per ospitare la sua vasta collezione di reliquie dei santi, è considerata uno dei principali punti di riferimento del gotico rayonnant. Ebbe anche un'importante influenza sul gotico inglese; Il re Enrico III d'Inghilterra era il cognato di Luigi, visitò Parigi e fece modificare l'Abbazia di Westminster, dopo il 1245, seguendo il nuovo stile. Partecipò anche alla dedicazione della Sainte-Chapelle a Parigi e nel 1258 fece ristrutturare l'estremità orientale della cattedrale di St Paul per assomigliarle.

### Cattedrale di Amiens
La prima cattedrale a essere costruita in stile rayonnant fu la Cattedrale di Amiens (1220-1270). Il suo costruttore, il vescovo Evrard de Fouilly, decise di costruire la più grande cattedrale di Francia; centoquarantacinque metri di lunghezza e settanta di larghezza, con una superficie di 7700 m² e volte alte 42,5 metri. La navata fu completata entro il 1240 e il coro tra il 1241 e il 1269. Gli architetti furono Robert de Luzarches e Thomas e Renaud de Cormont; i loro nomi e le immagini si trovano nel labirinto della Cattedrale.
La caratteristica rayonnant più sorprendente della navata è l'enorme altezza delle grandi arcate, diciotto metri, che corrispondono alle altezze combinate del triforio e dei livelli superiori del cleristorio. Anche le alte finestre erano una nuova tecnica del rayonnant; gruppi di quattro bifore sormontate da tre piccoli rosoni nella navata e otto bifore nel transetto, che portavano un diluvio di luce. Uno studio approfondito del timpano, nel 1992, ha rivelato tracce di vernice, indicando che era interamente dipinto con colori vivaci. L'aspetto originale è simulato oggi in occasioni speciali con luci colorate.

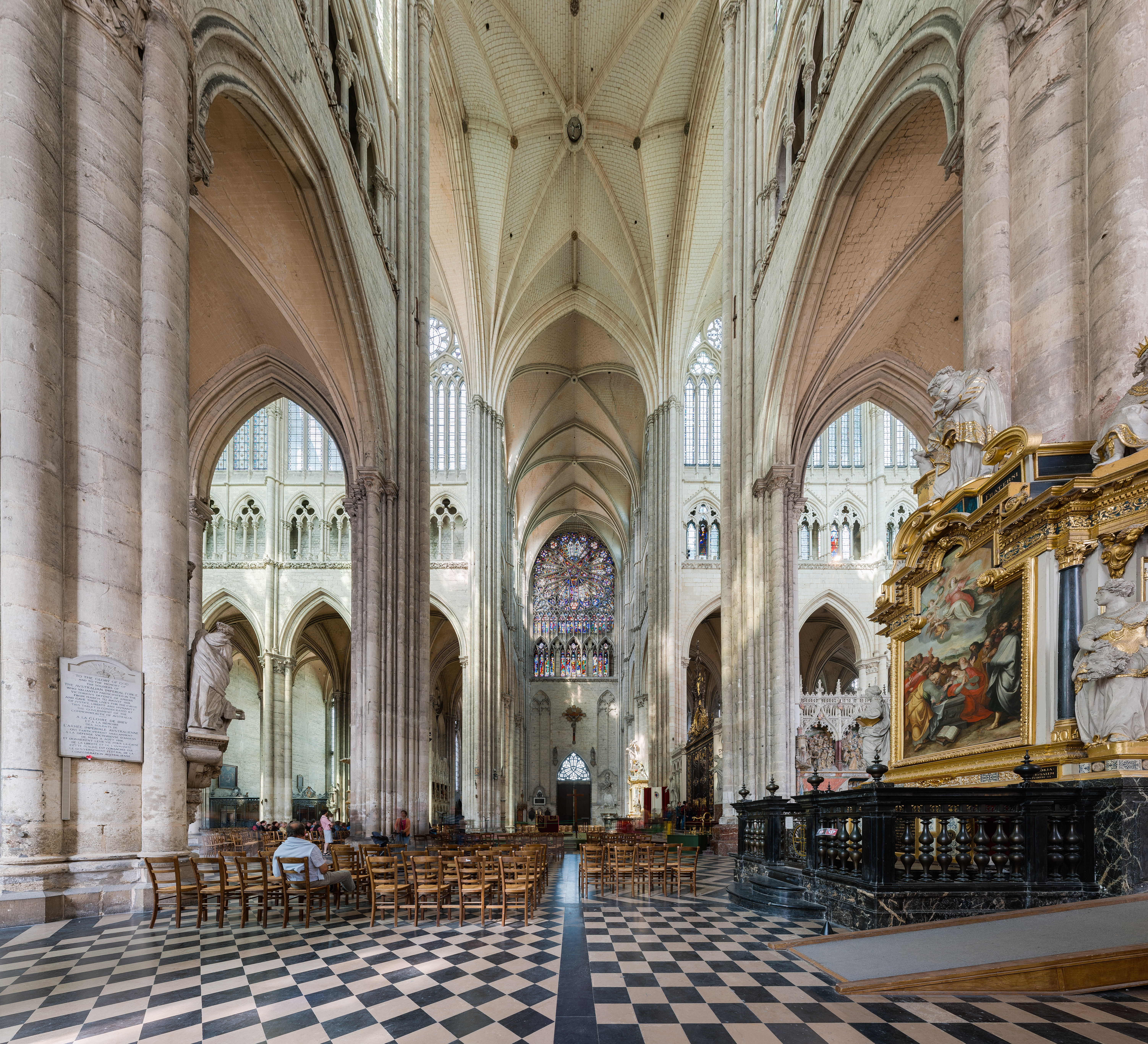
Transetto e vetrate nord della cattedrale di Amiens (1220-1270)
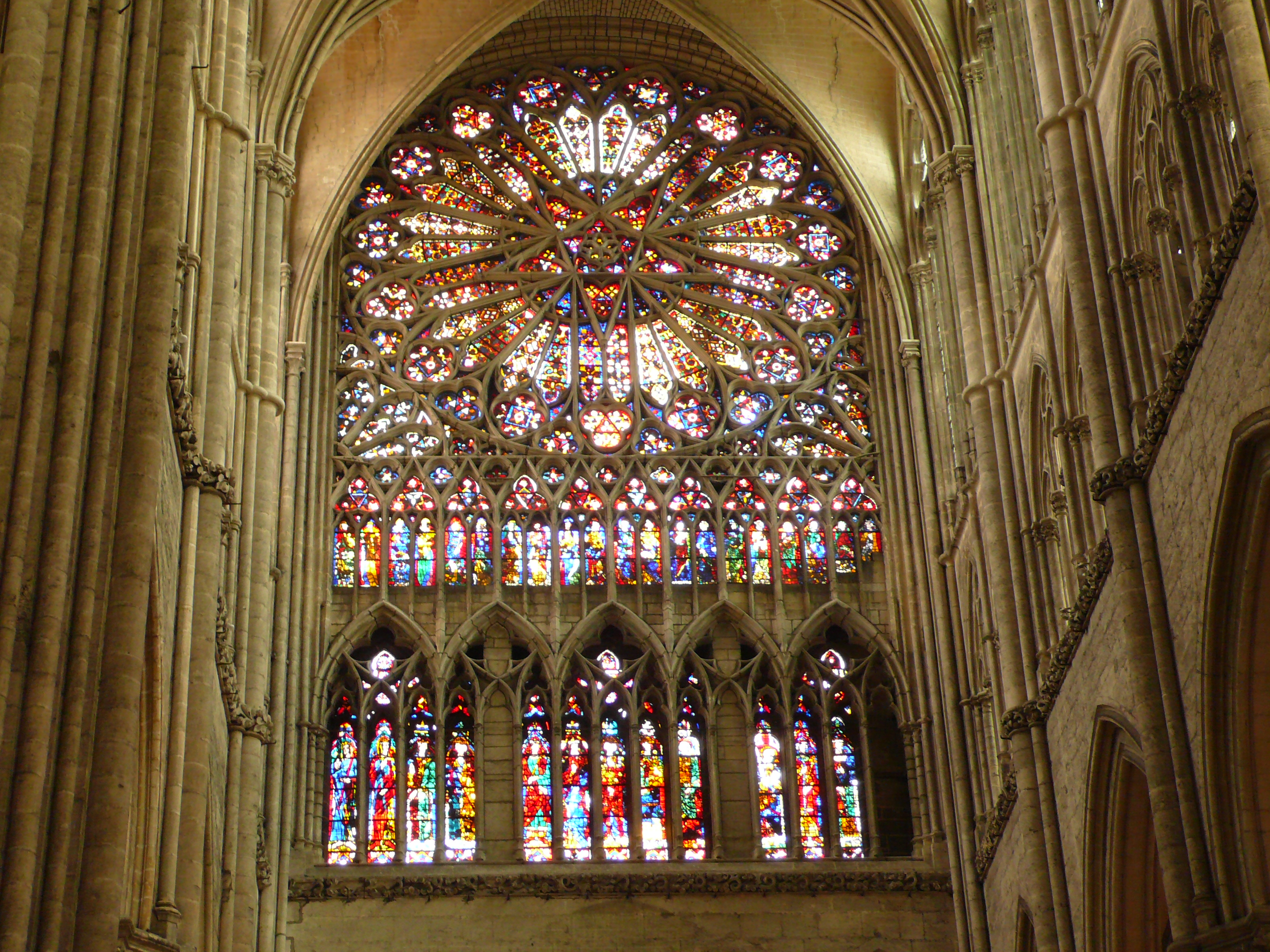
Il rosone del transetto nord della cattedrale di Amiens
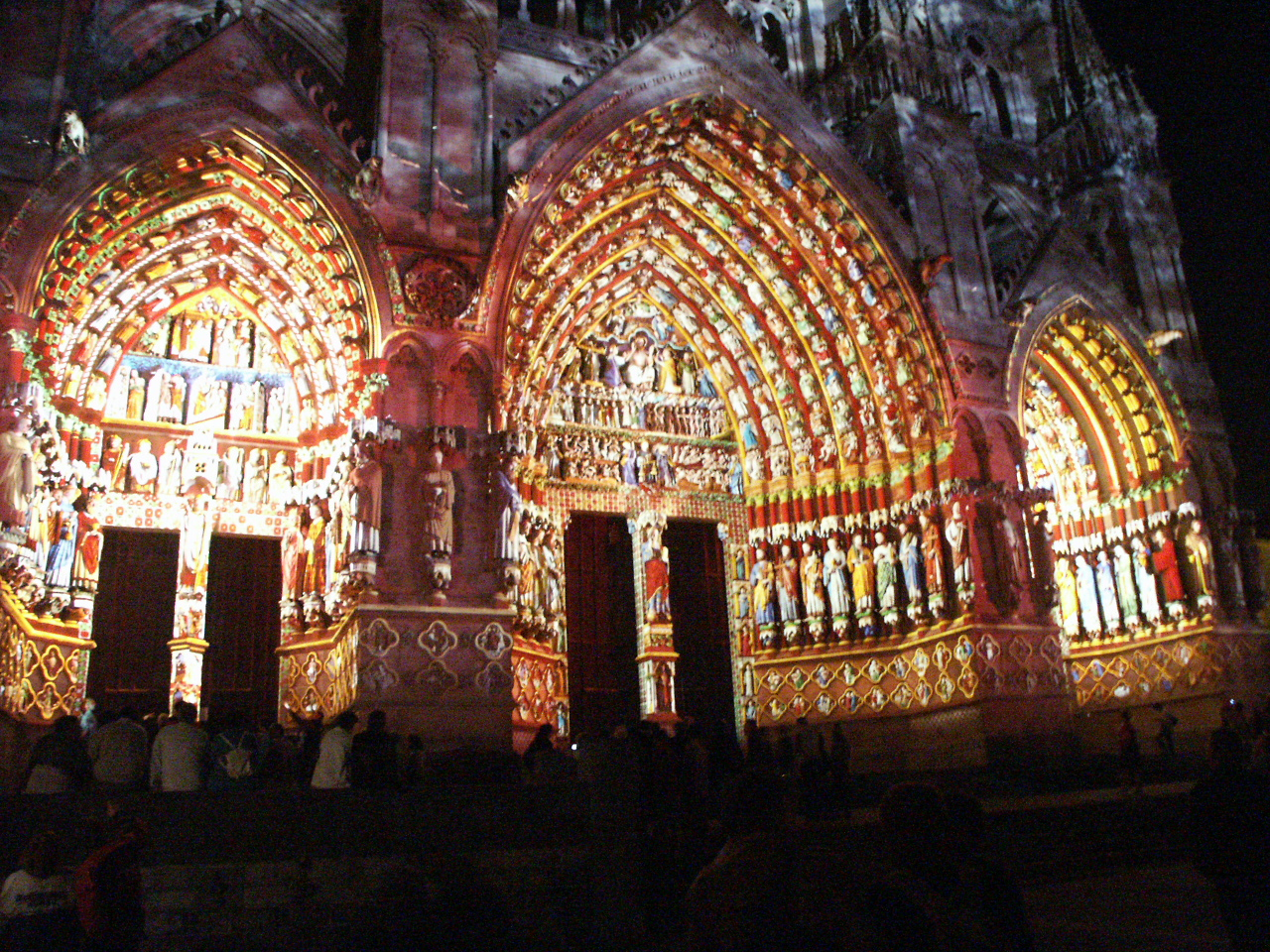
Timpano della Cattedrale di Amiens illuminato con luce colorata per suggerire il suo aspetto originario

### La Basilica di Saint-Denis e Notre-Dame de Paris
Poco dopo l'inizio dei lavori per la Cattedrale di Amiens, la Basilica di Saint-Denis, che aveva introdotto elementi di stile gotico a Parigi, ricevette un rimodellazione rayonnant. La navata e i transetti furono ricostruiti a partire dal 1231, aprendo una maggiore quantità di spazio interno (sebbene alterando in modo irriconoscibile alcune delle caratteristiche gotiche originali create da Sugerio di Saint-Denis). Le mura furono ricostruite con finestre molto più ampie, che aprivano il prospetto superiore dalle arcate principali ai vertici delle volte. L'abside, una volta buia, divenne piena di luce.
Anche la Cattedrale di Notre-Dame de Paris ricevette un'importante rimodellazione nel nuovo stile. Tra il 1220 e il 1230 furono costruiti archi rampanti in sostituzione dei vecchi contrafforti murari, e per sostenere le murature di livello superiore. Vennero realizzate trentasette nuove finestre, ciascuna alta sei metri, ciascuna con una finestra a doppio arco sormontata da un rosone (venticinque sono ancora al loro posto, dodici nella navata e tredici nel coro).
Il primo rosone di Notre-Dame fu costruito sulla facciata ovest nel 1220. Nel Medioevo la rosa era il simbolo della Vergine Maria, a cui era dedicata la Cattedrale. La finestra di ponente era più piccola, con spessi raggi di pietra. Le finestre del transetto più grandi furono aggiunte intorno al 1250 (a nord) e al 1260 (a sud), con disegni molto più elaborati e colonnine, o nervature, più sottili tra i vetri. La finestra a nord era dedicata agli eventi dell'Antico Testamento e quella a sud agli insegnamenti di Cristo e al Nuovo Testamento.

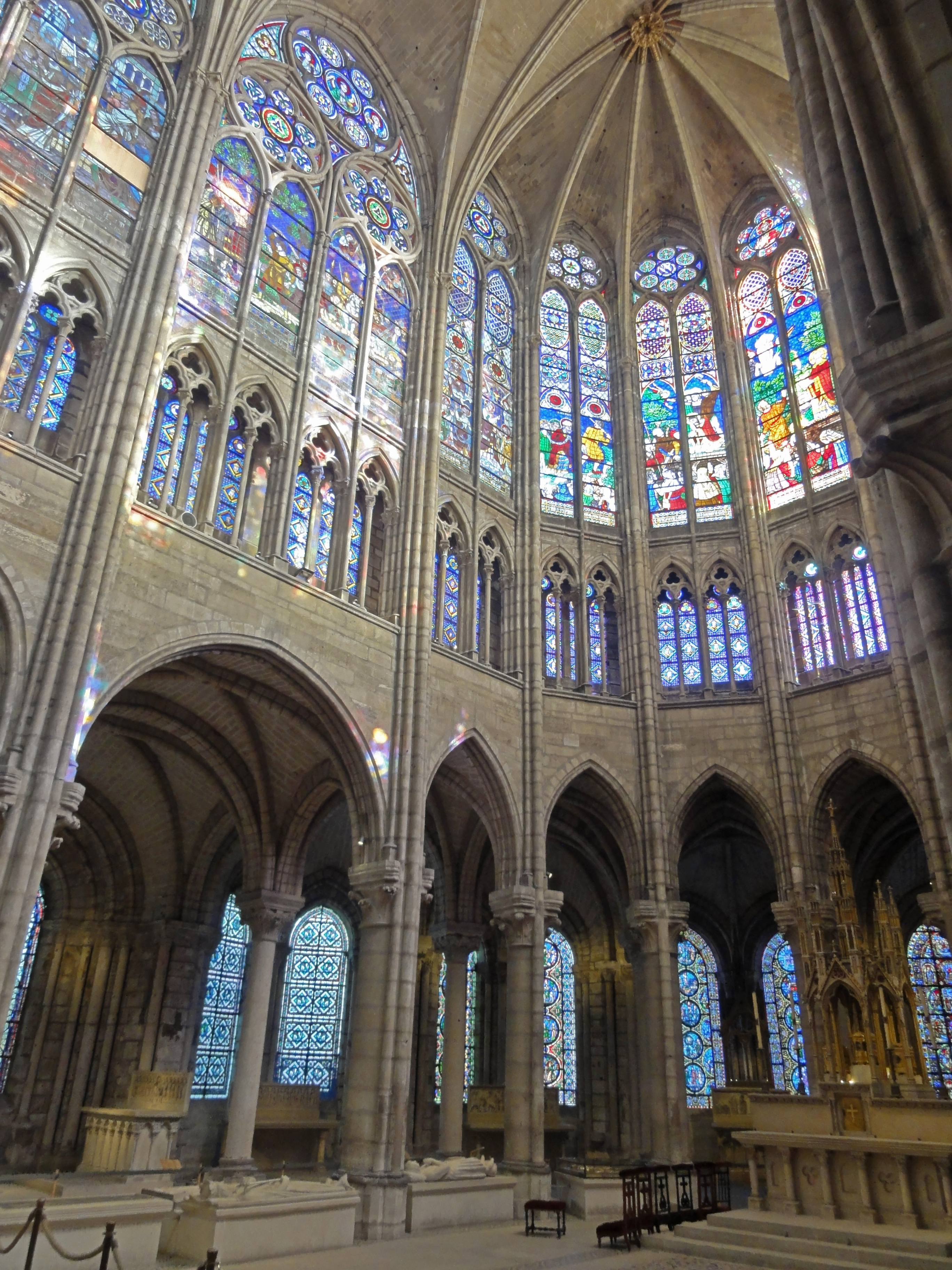
Finestre a raggiera nell'abside, Basilica di Saint-Denis (1230)
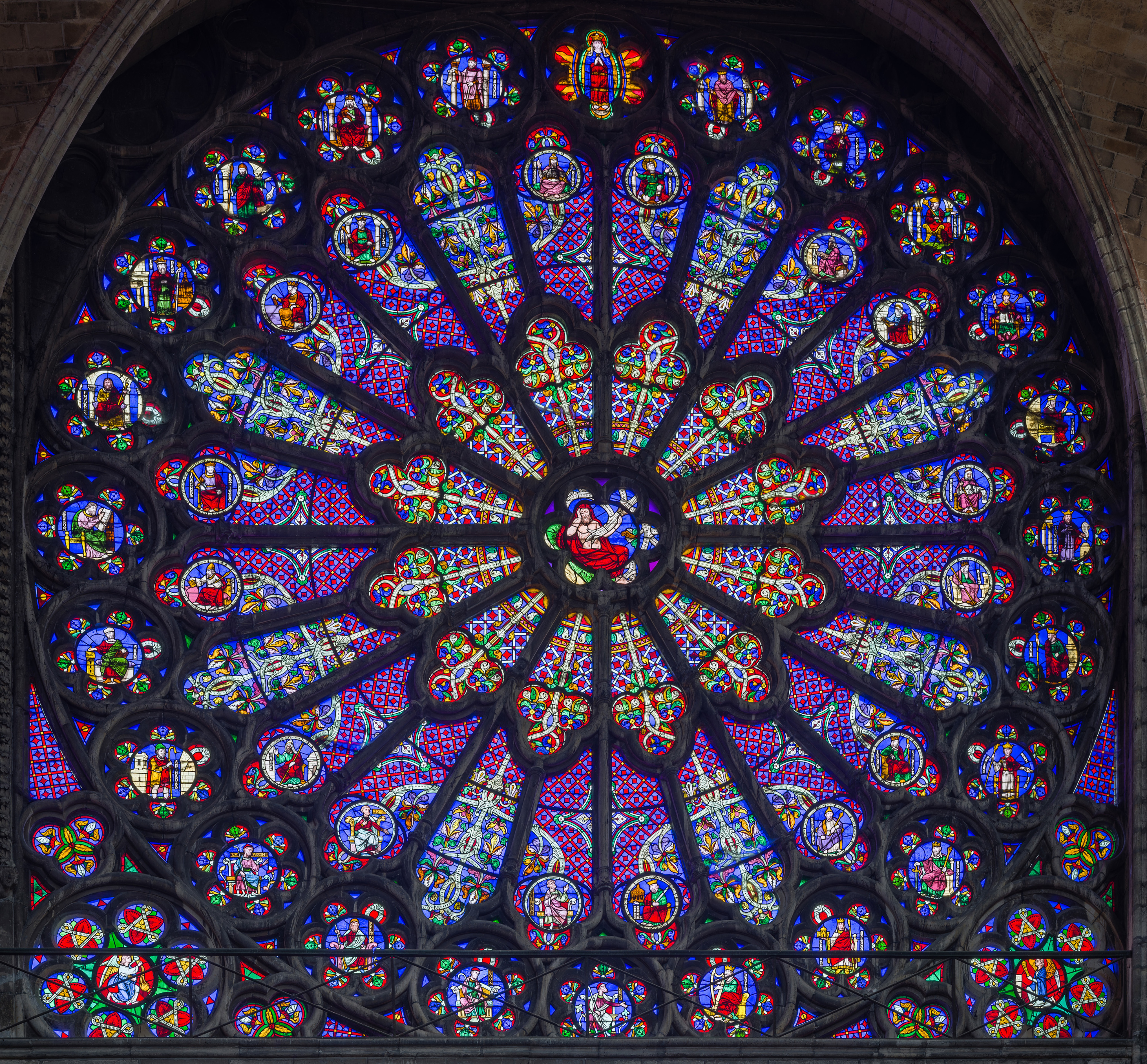
Rosone rayonnant della Basilica di Saint-Denis (iniziato nel 1231)
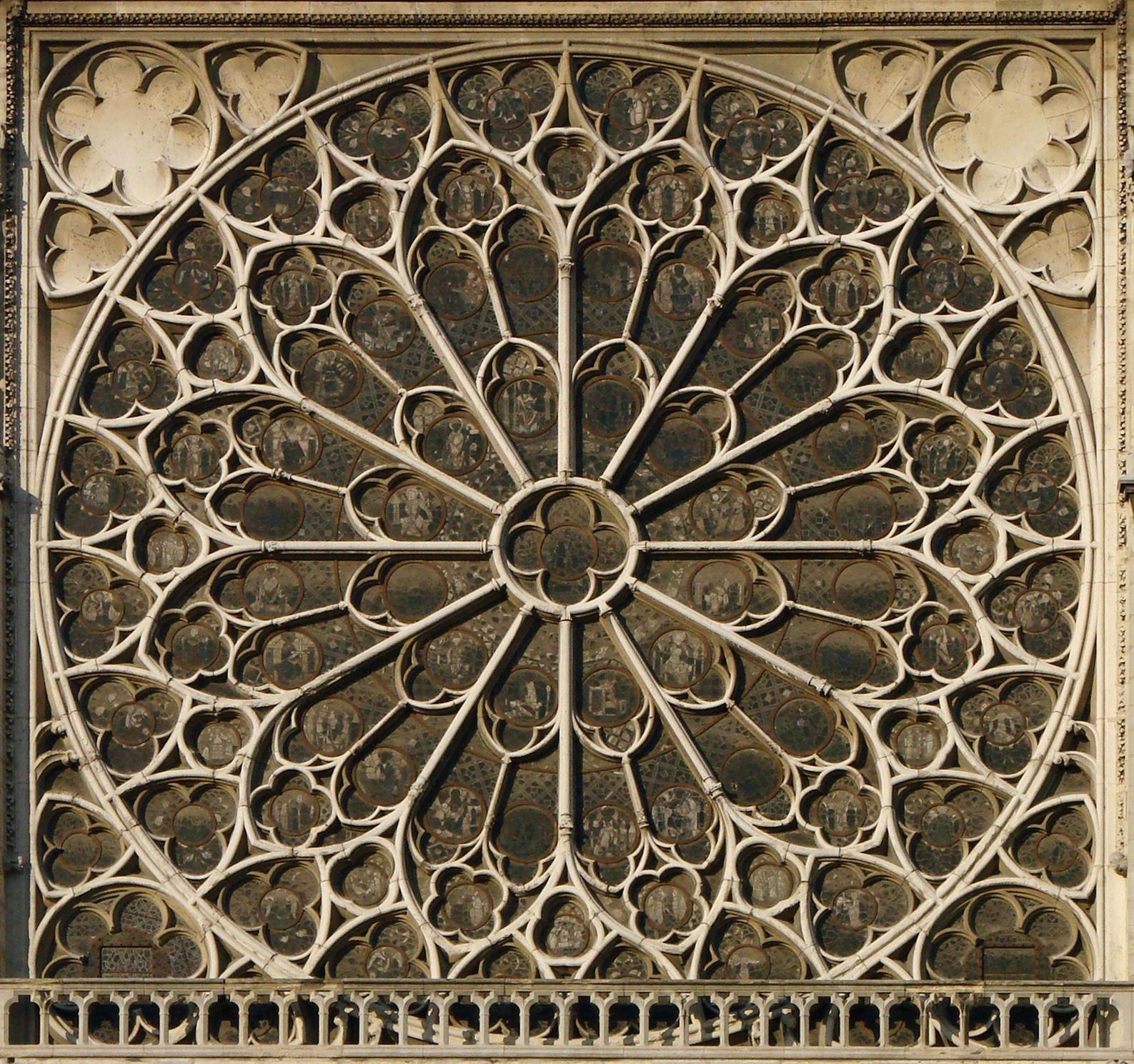
Rosone del transetto sud di Notre Dame de Paris (c. 1260)
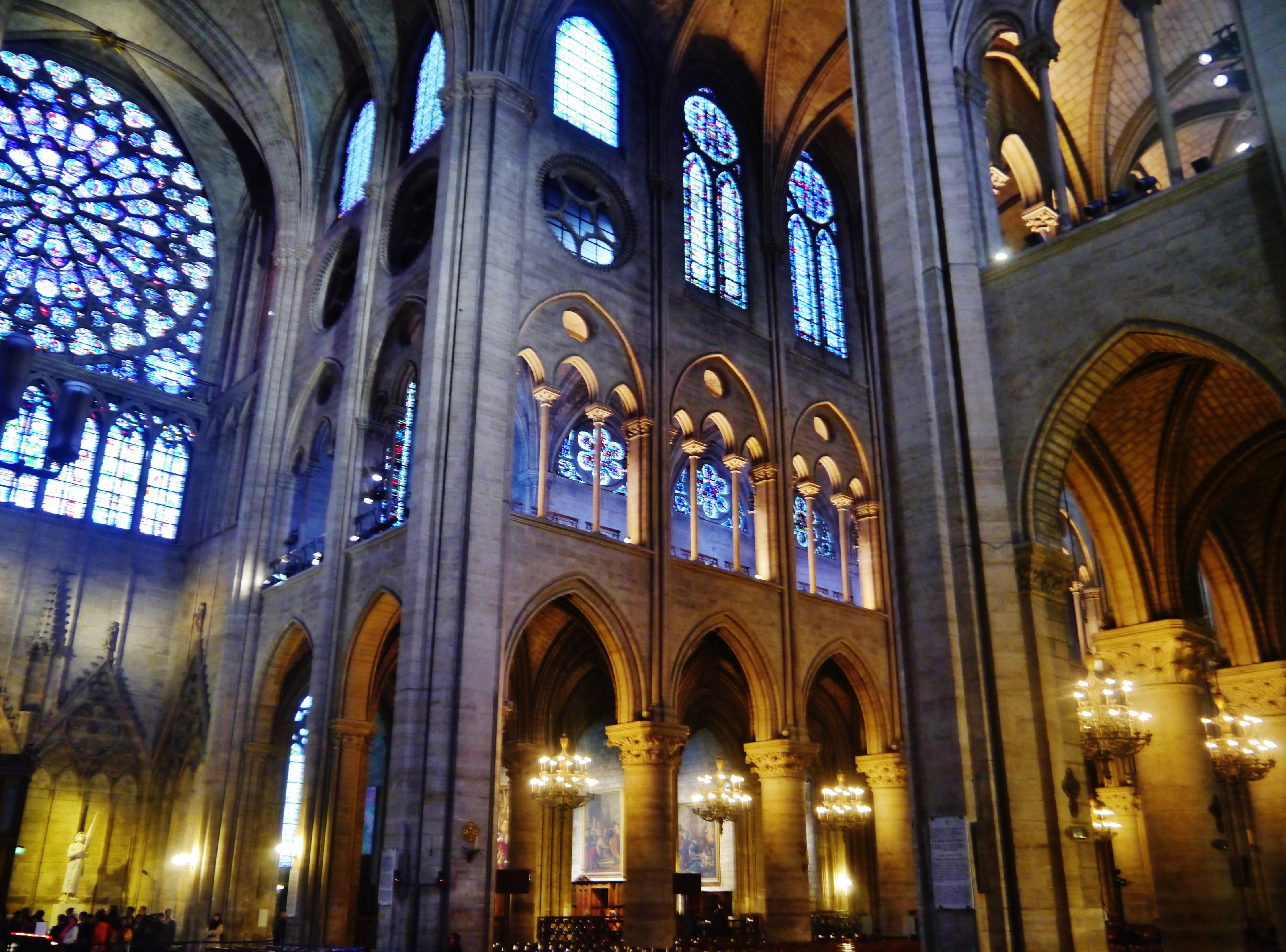
Rosone del transetto e finestre superiori di Notre Dame de Paris (c. 1260)

### Le Mans e Tours
Il rayonnant si diffuse rapidamente dall'Île-de-France ad altre parti della Francia, in Normandia, in molti progetti già in costruzione. Nella cattedrale di Le Mans in Normandia, il vescovo Geoffrey de Loudon modificò i piani per aggiungere doppi archi volanti e alte finestre divise in lancette, oltre a un cerchio di nuove cappelle rayonnant. La Cattedrale di Tours aveva un programma ancora più ambizioso, finanziato con l'assistenza di Luigi IX tra il 1236 e il 1279. La sua caratteristica più sorprendente del rayonnant era la fusione delle finestre del triforio e dei lucernari alti per creare una cortina di vetro colorato, simile a quella della Sainte-Chapelle.

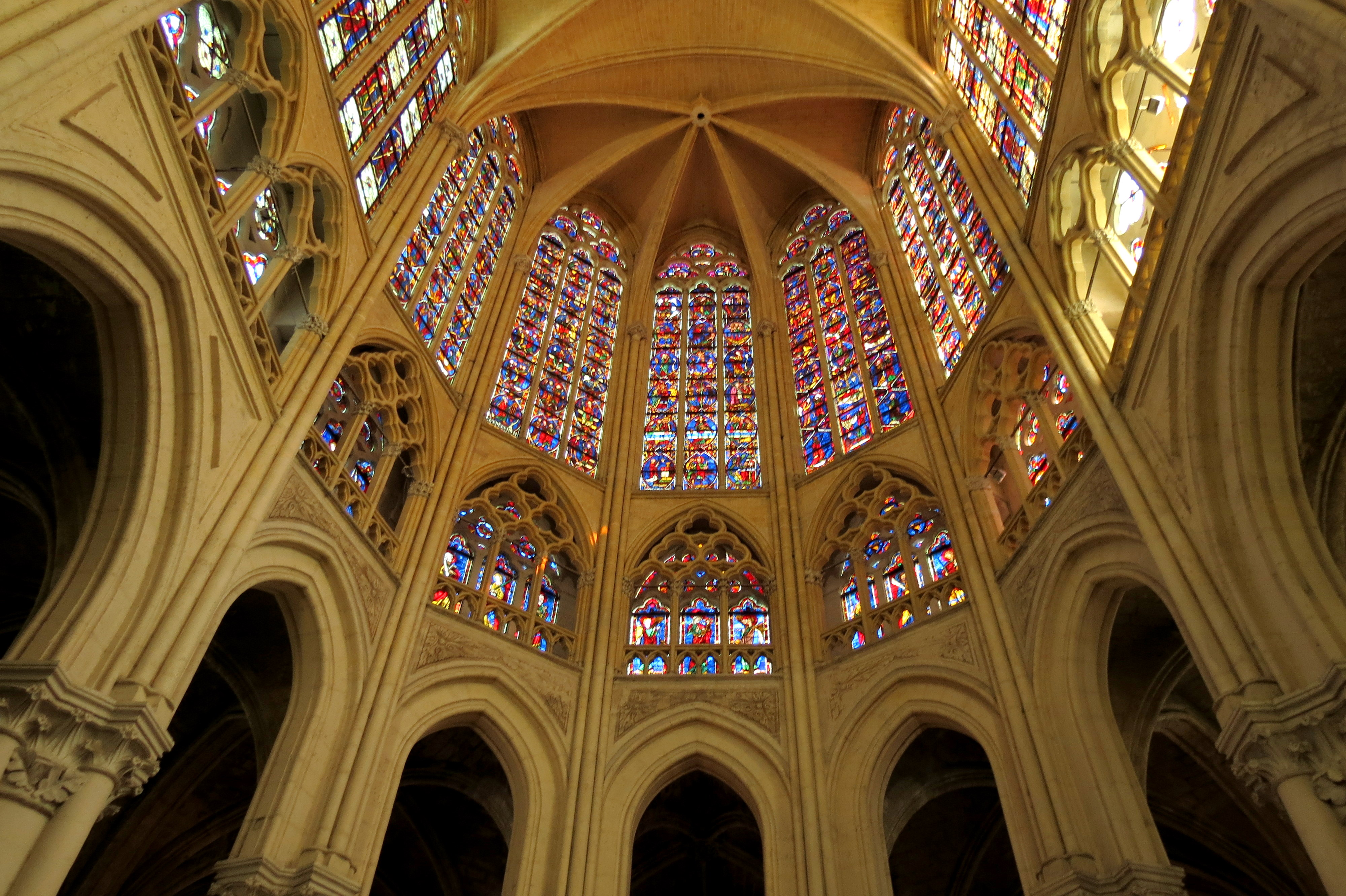
Combinazione delle finestre del triforio e del lucernario della cattedrale di Tours (1236-1279)
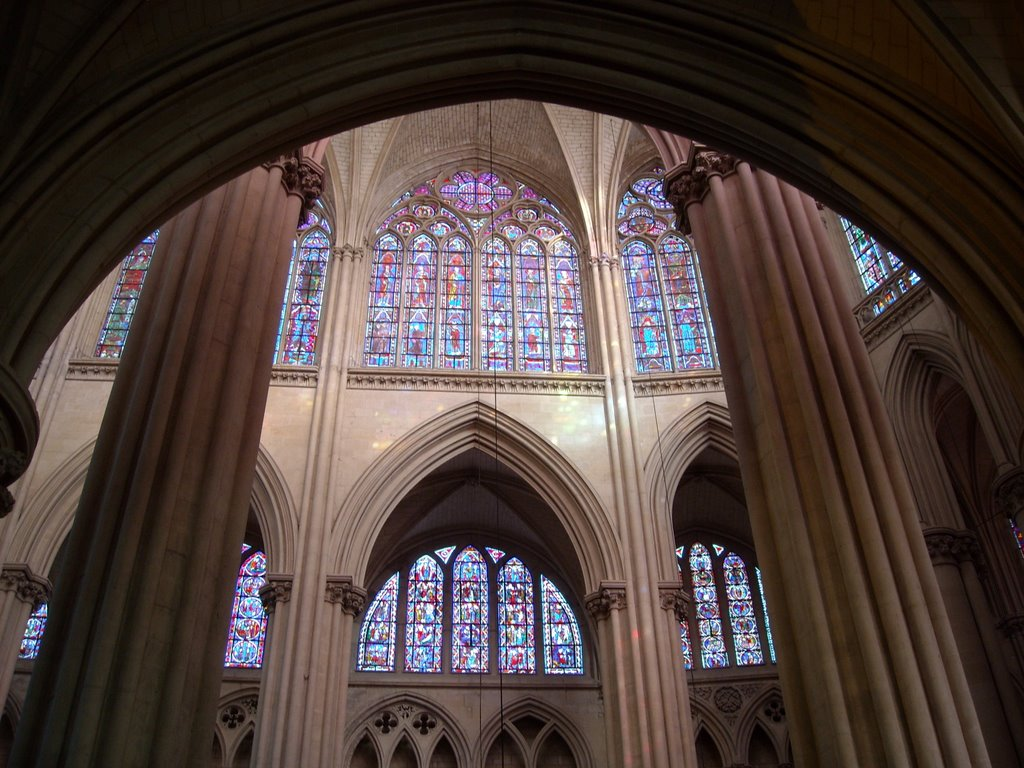
Triforio e lucernario della cattedrale di Le Mans  (metà del XIII secolo)

### Sainte-Chapelle
La Sainte-Chapelle, la cappella costruita da Luigi IX per le reliquie della Passione di Cristo che aveva riportato dalle Crociate, consacrata nel 1248, è considerata il vertice dello stile rayonnant. Servì come modello per diverse cappelle simili in tutta Europa, ad Aquisgrana, Riom e per la Sainte-Chapelle de Vincennes vicino a Parigi. Il vetro era molto colorato, le pareti dipinte con colori vivaci e le parti delle pareti non coperte di vetro erano densamente ricoperte di trafori scolpiti e dipinti.

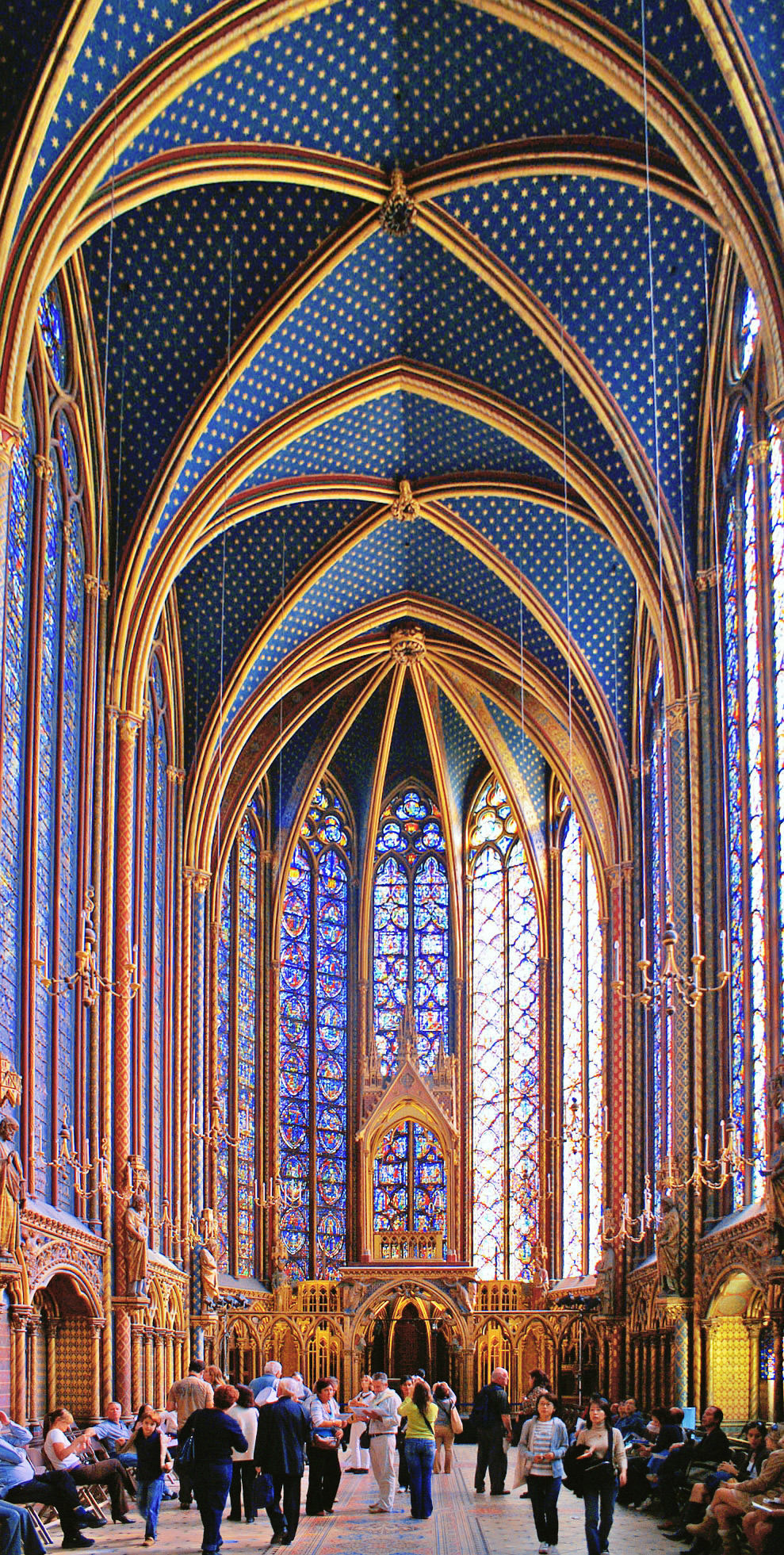
Livello superiore della Sainte-Chapelle (consacrata nel 1248)
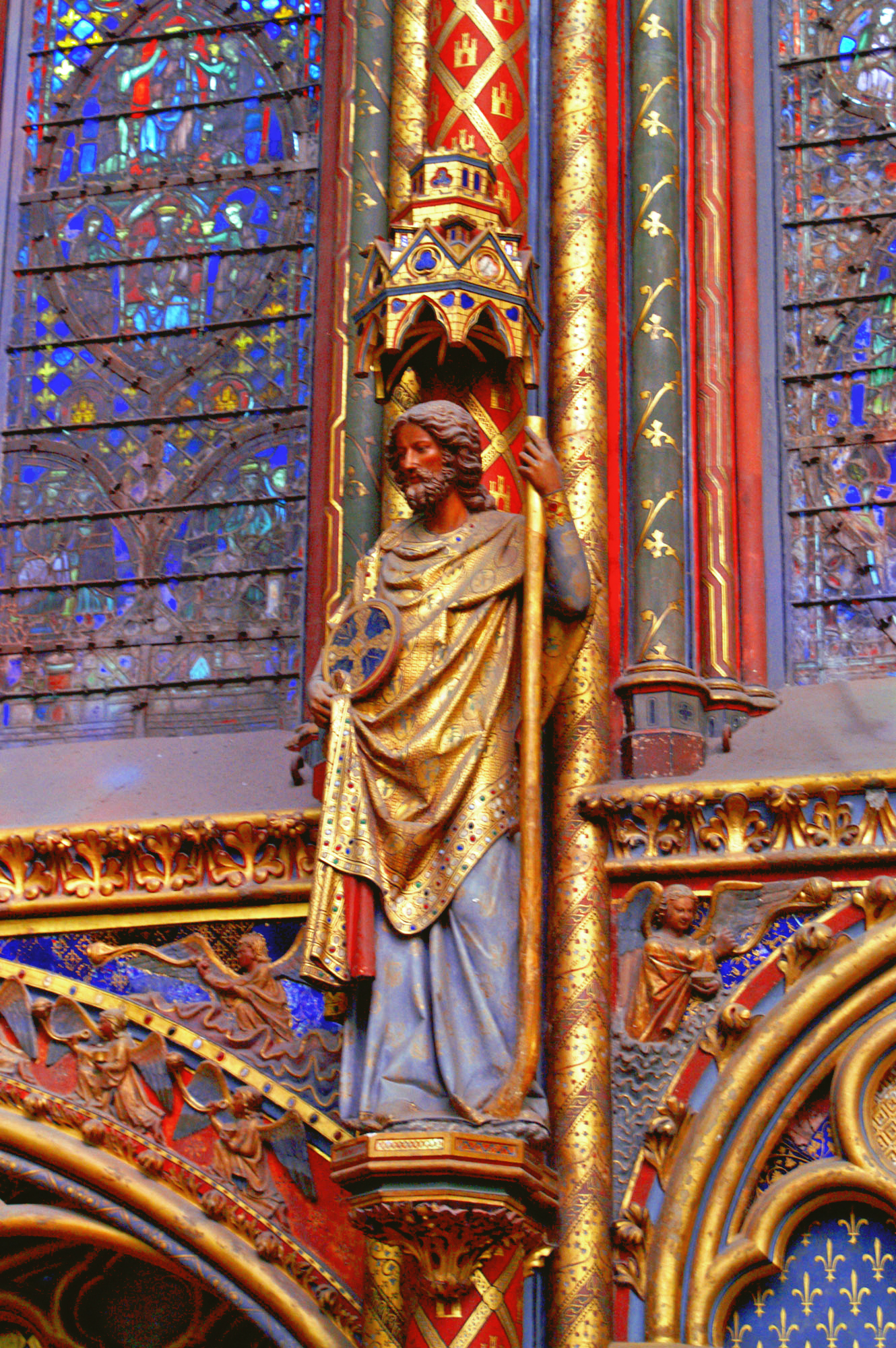
Particolare della scultura della Sainte-Chapelle

## Rayonnant o "decorato" in Inghilterra
Una versione inglese dello stile rayonnant iniziò ad apparire in Inghilterra a metà del XIII secolo. Studiosi successivi diedero alla versione inglese il termine "periodo decorato". Gli storici inglesi a volte suddividono questo stile in due periodi, in base ai motivi predominanti dei disegni. Il primo, lo stile geometrico, durò da circa il 1245 o 1250 fino al 1315 o 1360, con l'ornamento che tendeva a basarsi su linee rette, cubi e cerchi, seguito dallo stile curvilineo, dal 1290 circa o 1315 fino al 1350 o 1360, che usava linee curve con grazia.
Enrico III d'Inghilterra era il cognato di Luigi IX di Francia e aveva assistito alla consacrazione della Sainte-Chapelle a Parigi nel 1248. Nel 1245 aveva iniziato a ricostruire parti dell'Abbazia di Westminster. Dopo la sua visita a Parigi, iniziò ad aggiungere elementi rayonnant. Ordinò anche la ricostruzione dell'estremità orientale della Cattedrale di San Paolo, sulla base del modello della Sainte Chapelle. A differenza del rayonnant francese, la versione inglese a Westminster era più pesantemente decorata con pietre scolpite.
Lo stile fu presto utilizzato in altre cattedrali e chiese in tutta l'Inghilterra. La Cattedrale di Lincoln vide l'aggiunta di diverse importanti caratteristiche rayonnant; la volta della sala capitolare (1220) e il rosone Dean's Eye (1237), il portico della Galilea e il coro degli angeli (1256-1280). Altri notevoli esempi di rayonnant includono la Cattedrale di Exeter (iniziata prima del 1280); nel coro di Sant'Agostino nella Cattedrale di Bristol e nell'insolito retrocoro della Cattedrale di Wells. In queste strutture, il traforo e la decorazione francesi erano spesso mescolati con elementi decorativi tipici inglesi, comprese le colonnette, e aggiungevano nervature molto decorative alle volte del soffitto.
Nel XIV secolo, la tecnica della grisaille era più ampiamente utilizzata nelle cattedrali inglesi, come le finestre della navata della Cattedrale di York (1300–38). Si trattava di un dipinto monocromo in grandi finestre sul vetro, solitamente grigio o bianco, che consentiva l'ingresso di più luce, ed era solitamente circondato da pannelli più piccoli di vetro colorato.

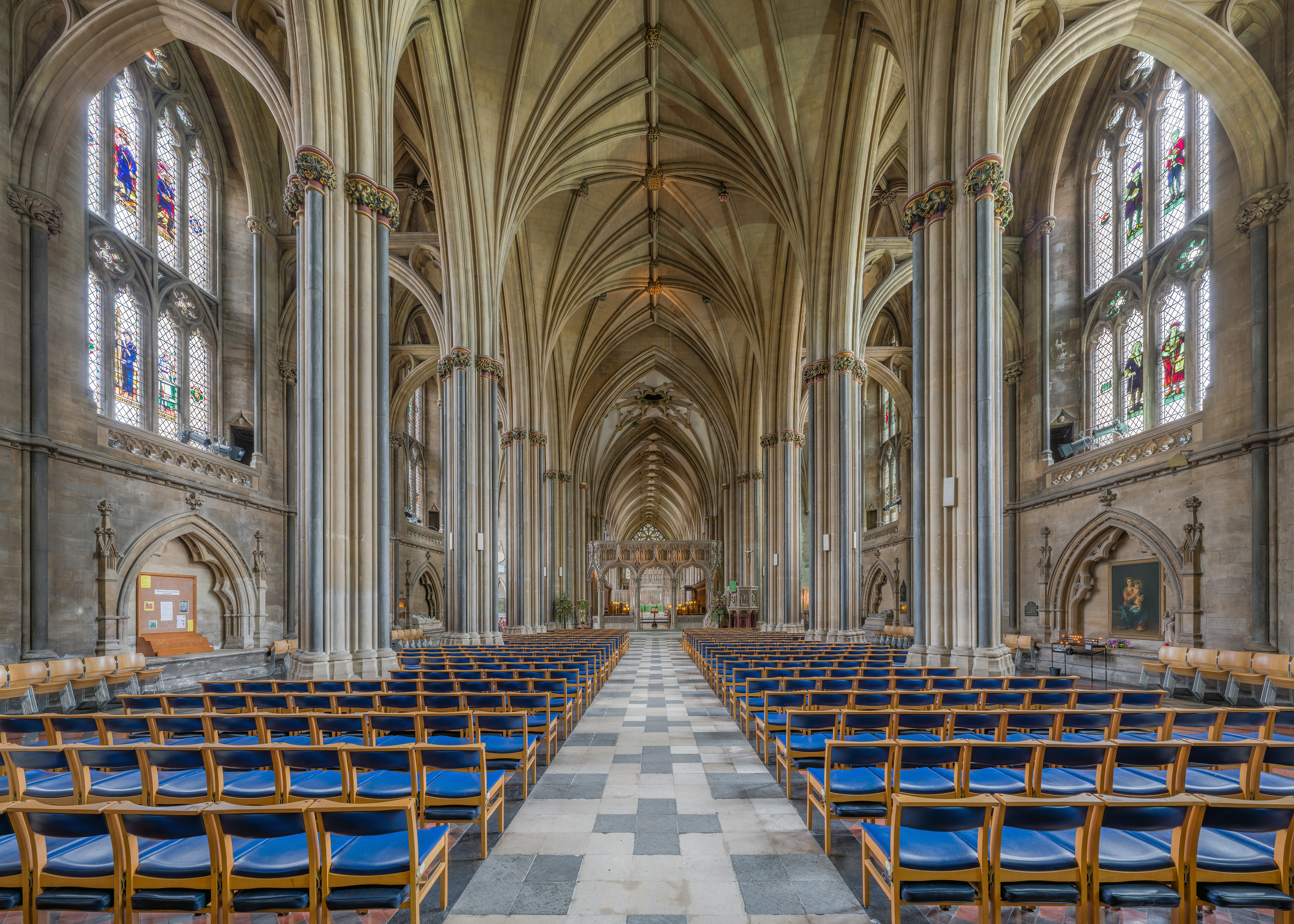
Volta della navata centrale della cattedrale di Bristol (1298-1382)
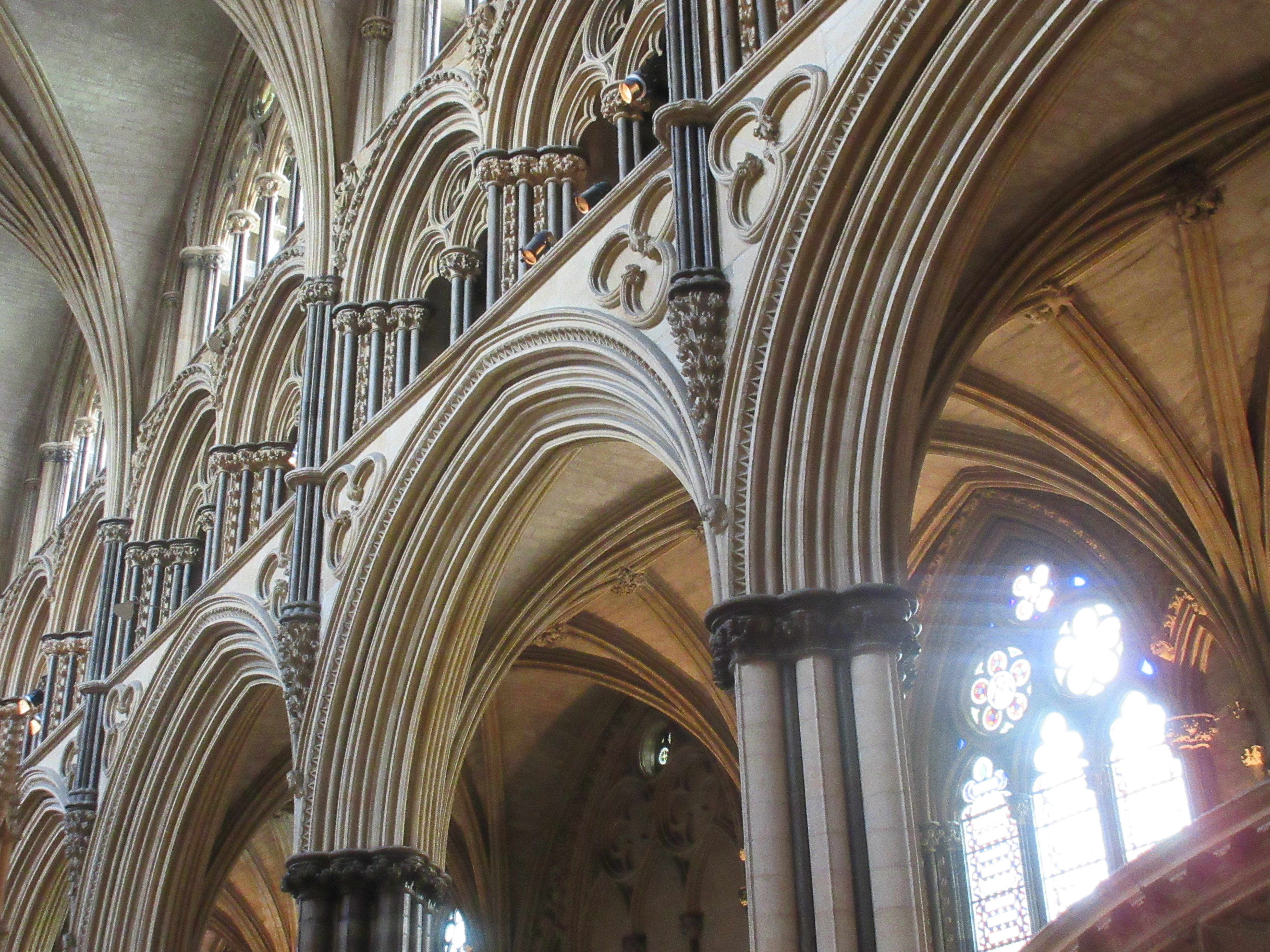
Il Coro degli Angeli della Cattedrale di Lincoln (1256–1280)
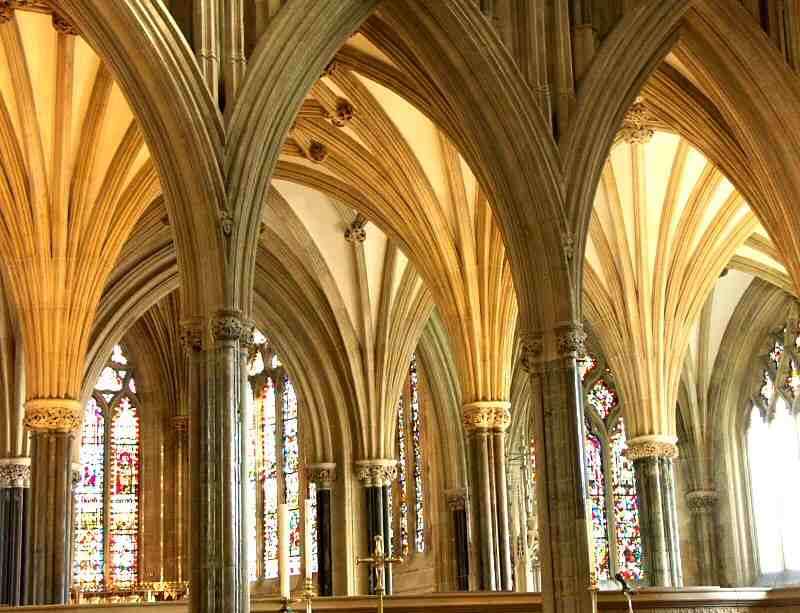
Vista attraverso il retrocoro della Lady Chapel della Cattedrale di Wells (1329-1345)
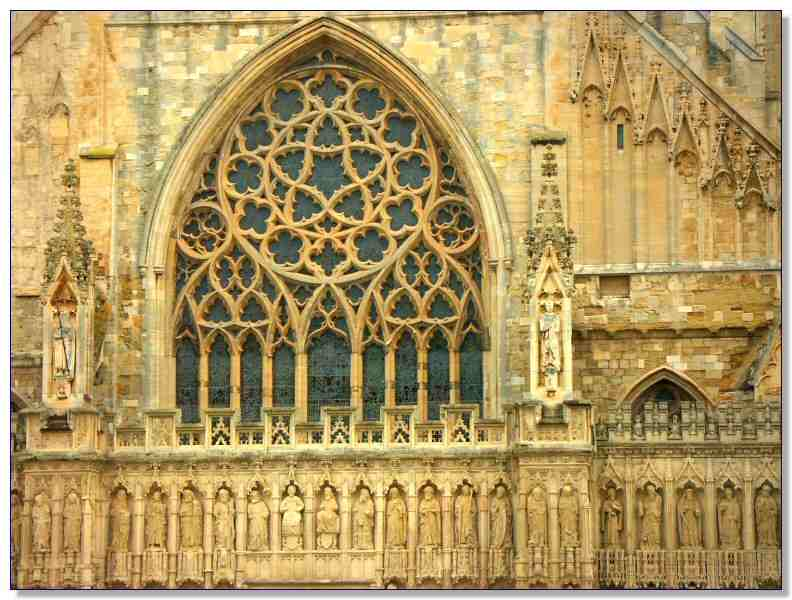
Trafori della Cattedrale di Exeter (dopo il 1258)
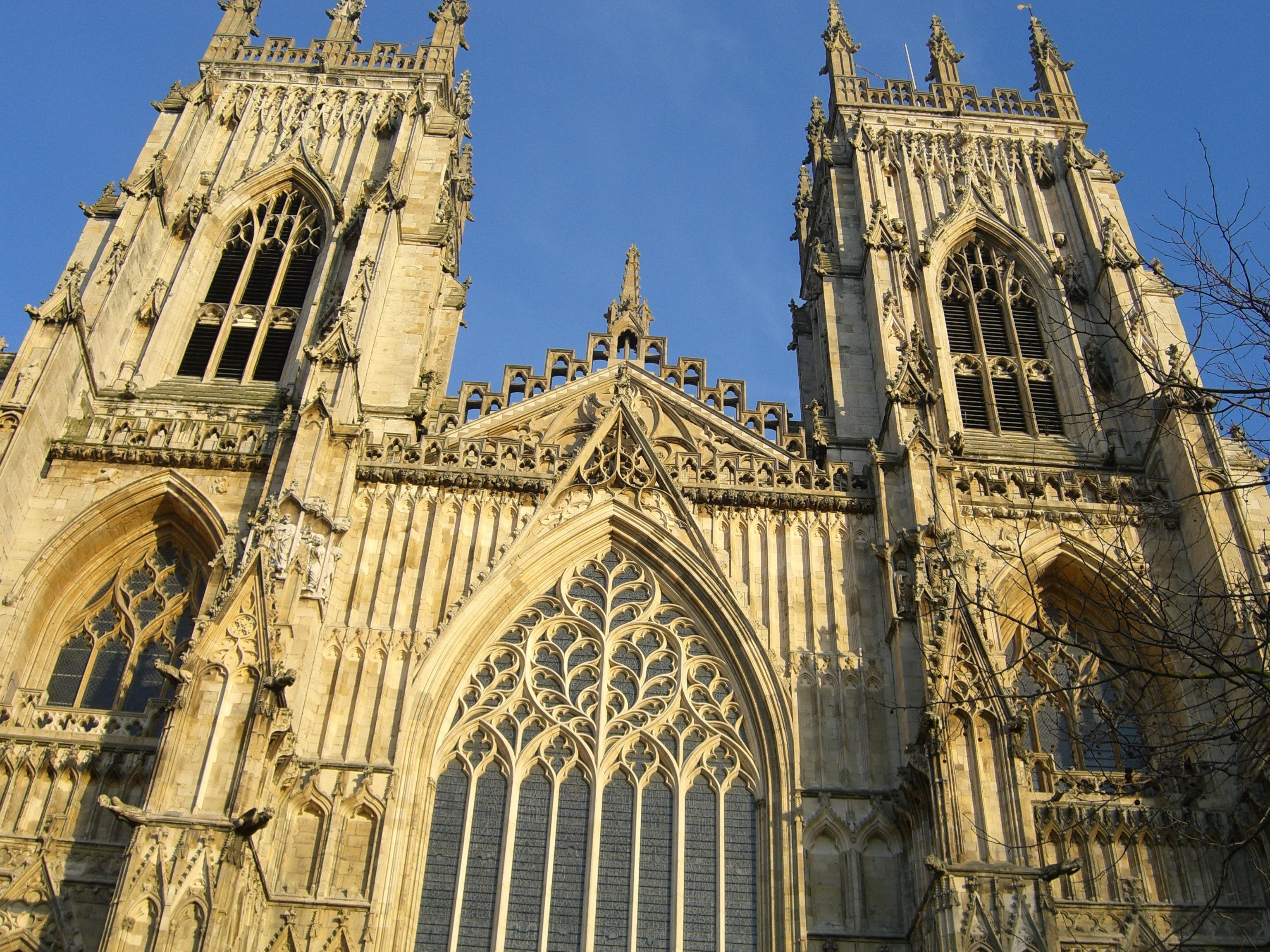
Grande finestra occidentale della cattedrale di York (1338–39)
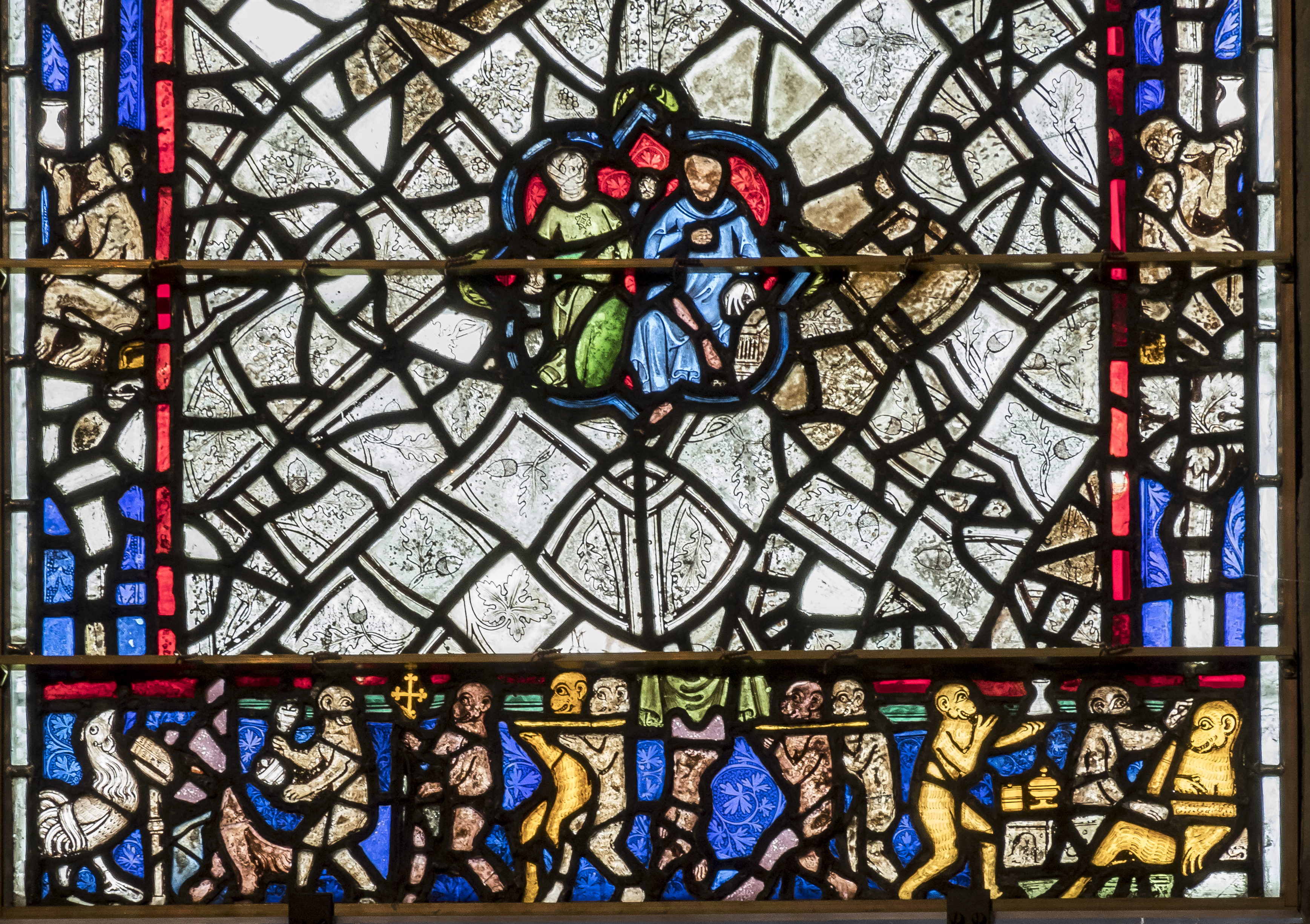
Grisaille nelle finestre della navata della cattedrale di York (1330-38)

## Europa centrale
Lo stile rayonnant si diffuse gradualmente a est di Parigi e fu adattato agli stili locali. La navata della Cattedrale di Strasburgo, allora nel Sacro Romano Impero, fu un notevole esempio precoce. Fu iniziata nel 1277, costruita sulle fondamenta di una precedente chiesa romanica che presentava alcune deviazioni dalla consueta disposizione rayonnant delle arcate, che erano separate da colonne a fasci. Le elevazioni in tre parti avevano grandi finestre con lancette e rosoni lungo le navate, più finestre sopra lo stretto triforio e alte finestre con quattro lancette sormontate da finestre a quadriglia, che riempivano la chiesa di luce. Un aspetto insolito della cattedrale era il suo colore; la pietra grigio-rossastra in diverse tonalità entrò a far parte della decorazione. Possedeva anche un finissimo rosone a ponente diviso in sedici "soufflet", ovvero forme allungate a forma di cuore.
Un altro esempio importante fu il Duomo di Colonia. I lavori iniziarono nel 1248 e il braccio orientale fu consacrato nel 1322, ma i lavori si interruppero nel XIV secolo e furono ripresi solo nel XIX e non terminati fino al 1880.

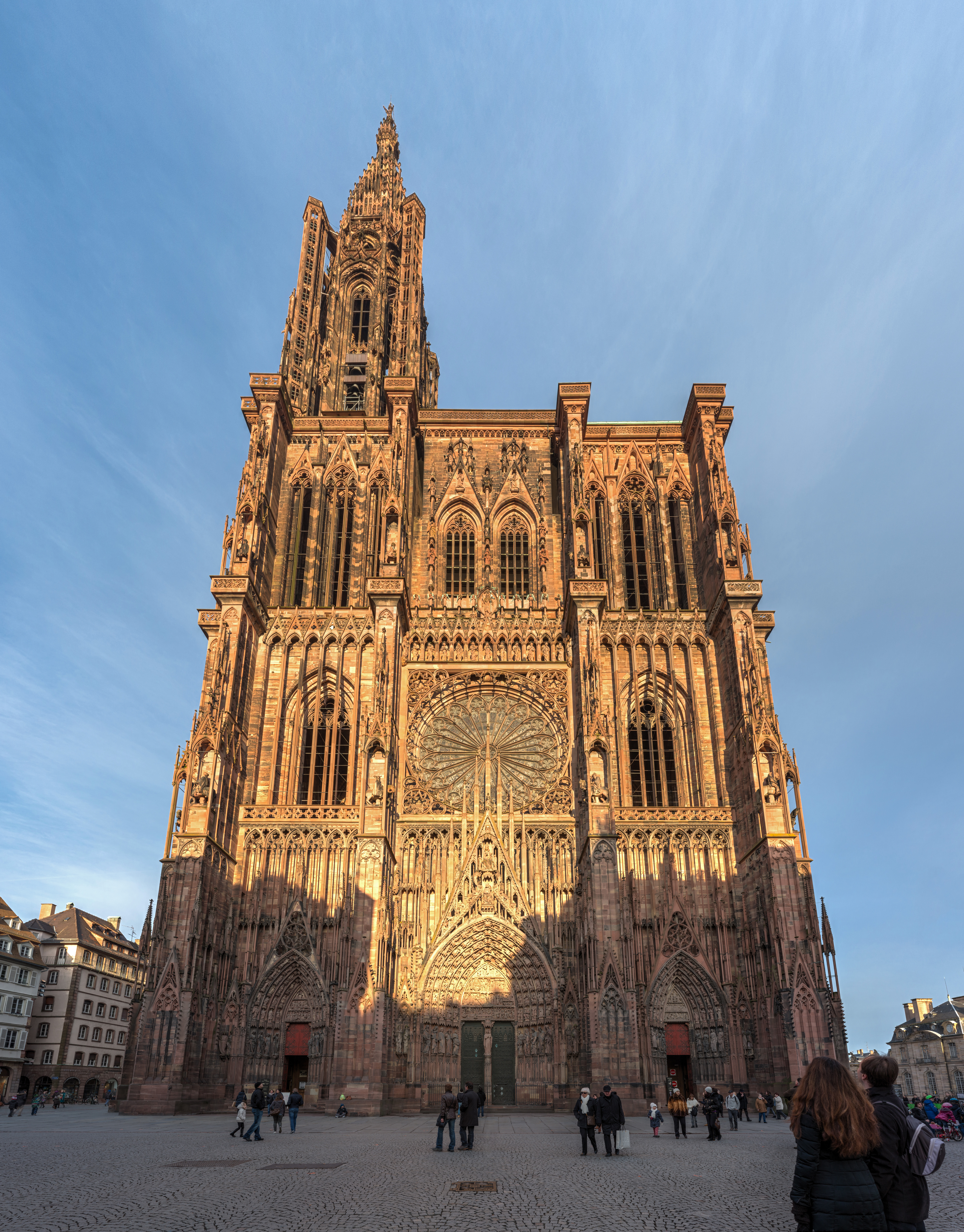
Facciata ovest e rosone della cattedrale di Strasburgo (iniziata nel 1277)
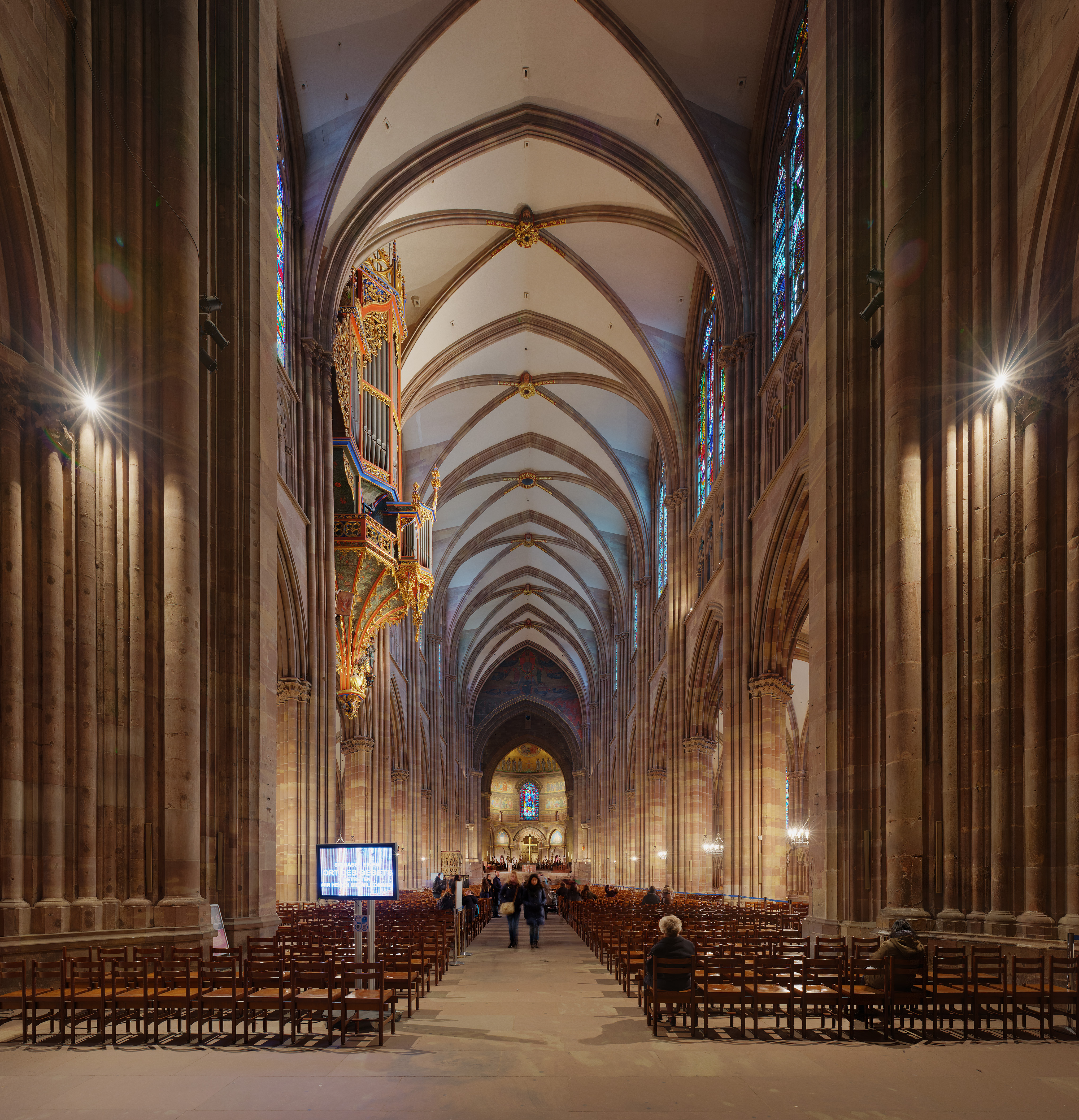
Navata della cattedrale di Strasburgo (iniziata nel 1277) guardando a est
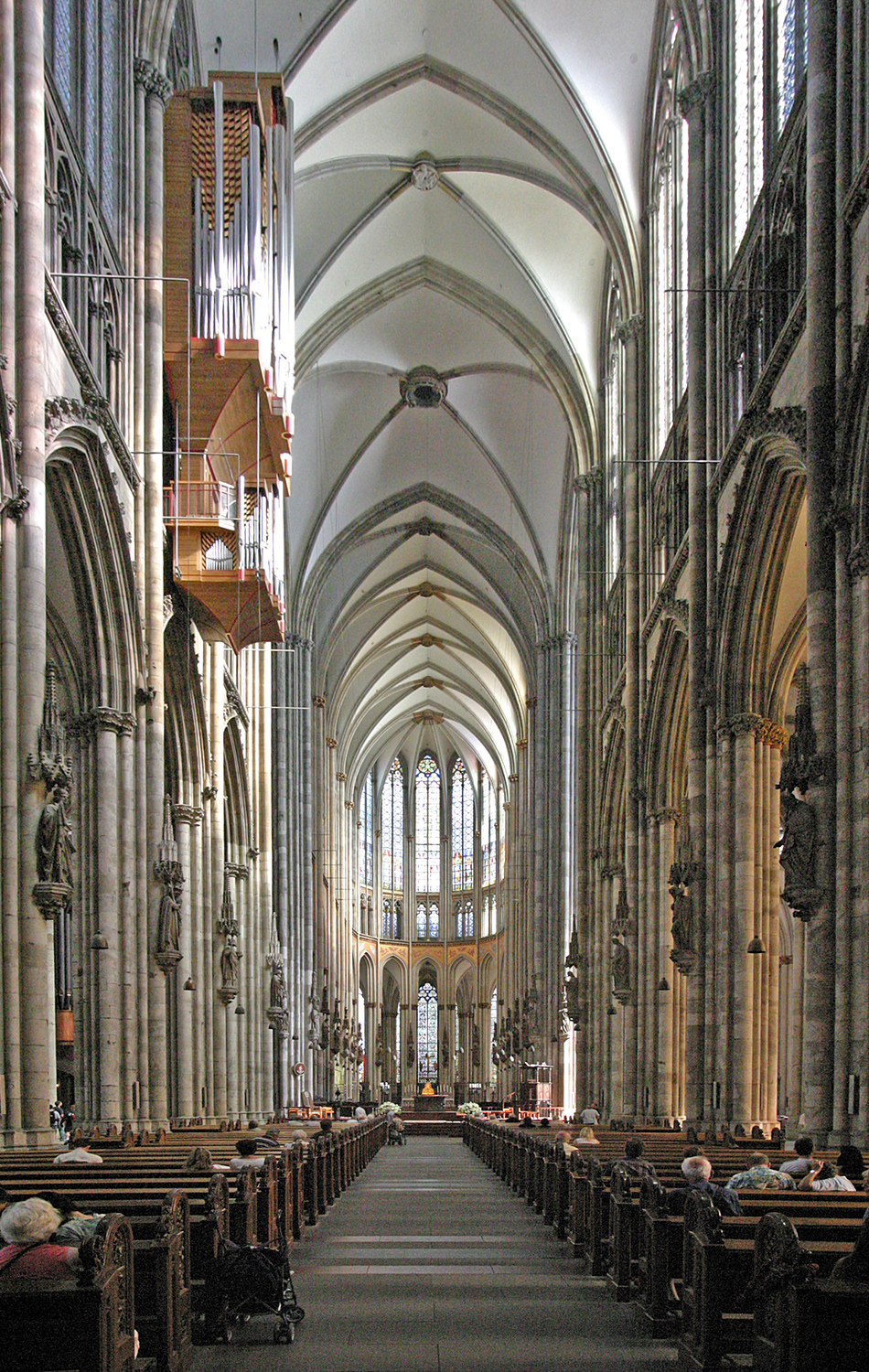
Navata del duomo di Colonia (iniziata nel 1248)
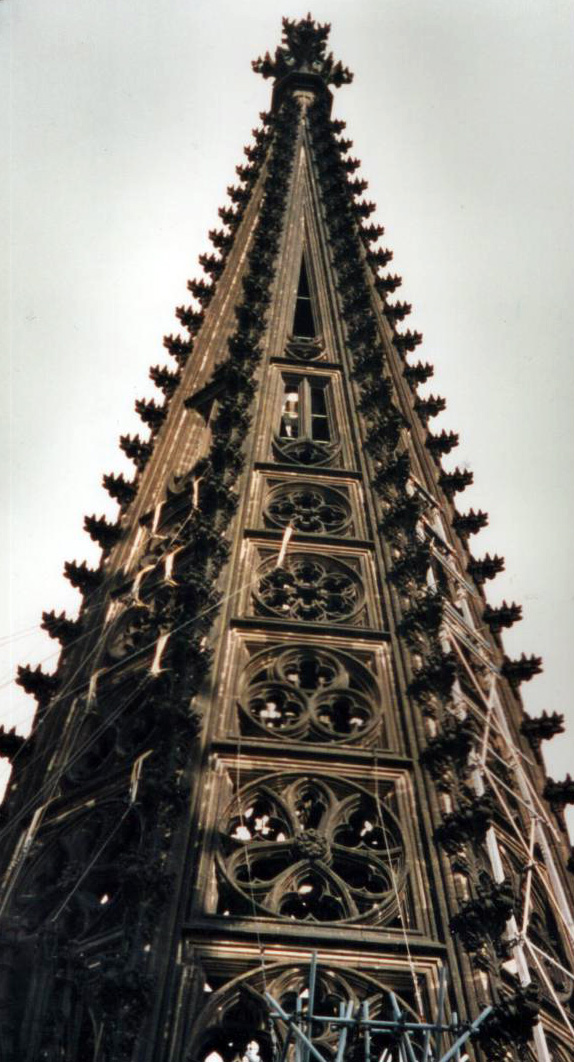
Una guglia del duomo di Colonia (iniziata nel 1248)

## Italia e Spagna
L'architettura rayonnant era piuttosto rara in Italia e si trovava solitamente nelle chiese abbaziali i cui ordini erano attivi in Francia e in altre parti d'Europa. Un esempio notevole è il Duomo di Orvieto (iniziato nel 1310), che si distingueva per i suoi elaborati motivi decorativi bidimensionali sulla facciata e sugli interni. Anche la facciata del Duomo di Siena fu progettata in stile rayonnant, ma modificata negli anni successivi. il duomo è noto per la sua decorazione interna con marmi policromi e la sua raffinata scultura che copre la facciata. La facciata del campanile del Cattedrale di Santa Maria del Fiore di Firenze è decorata con elaborati motivi nel marmo, che ricordano i trafori rayonnant.
Il rayonnant apparve anche in Spagna, in particolare nella navata e nei transetti della Cattedrale di León (iniziata nel 1255), che fu influenzata dai disegni francesi. Le cattedrali spagnole tendevano anche verso arcate gigantesche, ma ogni cattedrale aveva il suo stile molto particolare che era difficile da classificare. Altri esempi in Spagna includono la cattedrale di Burgos, sebbene sia stata molto modificata nel periodo del gotico fiammeggiante, la Cattedrale di Gerona (iniziata nel 1292) e la Cattedrale di Barcellona (da non confondere con la Sagrada Família (iniziata nel 1298).

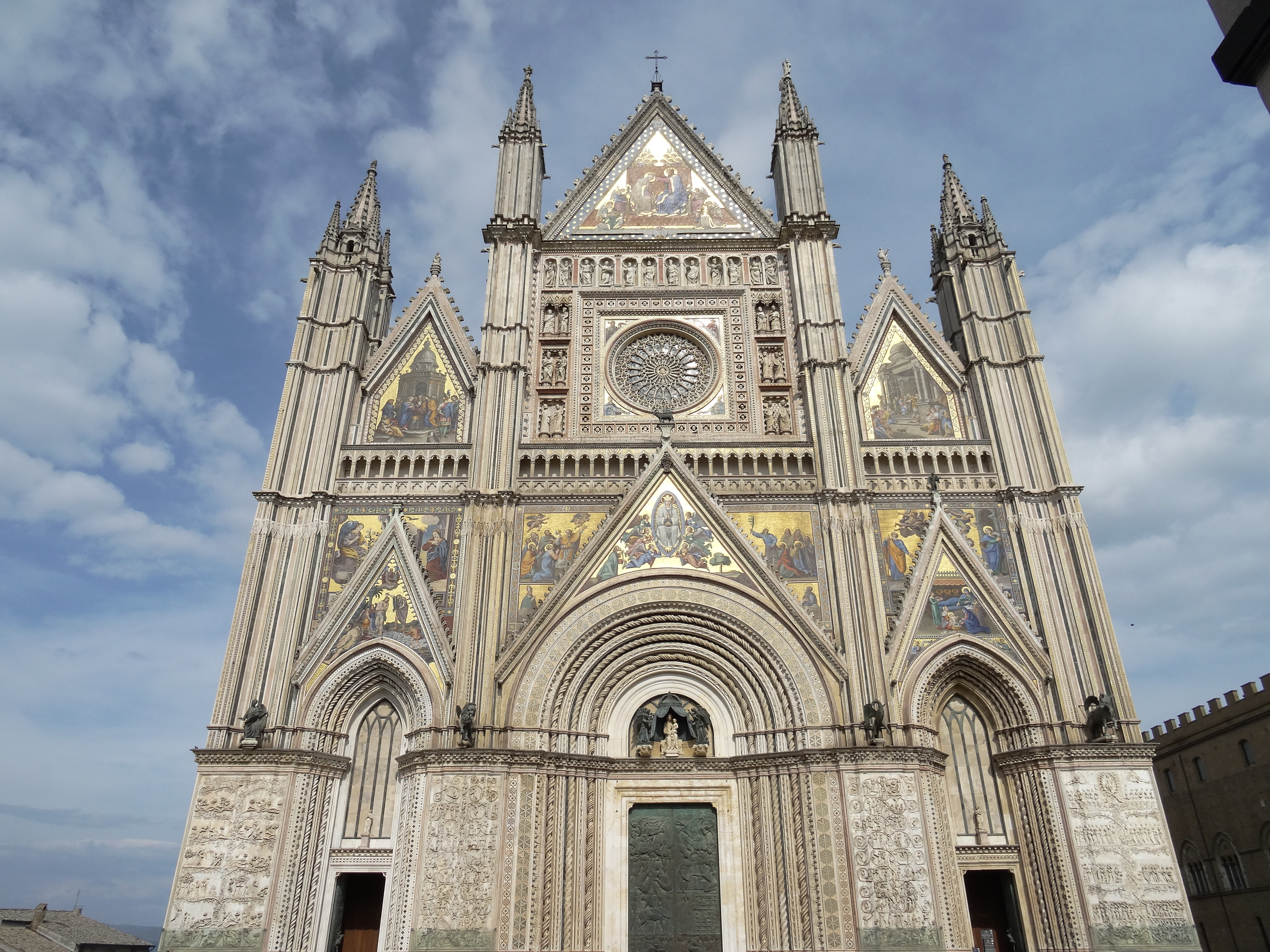
Duomo di Orvieto (iniziato nel 1310)
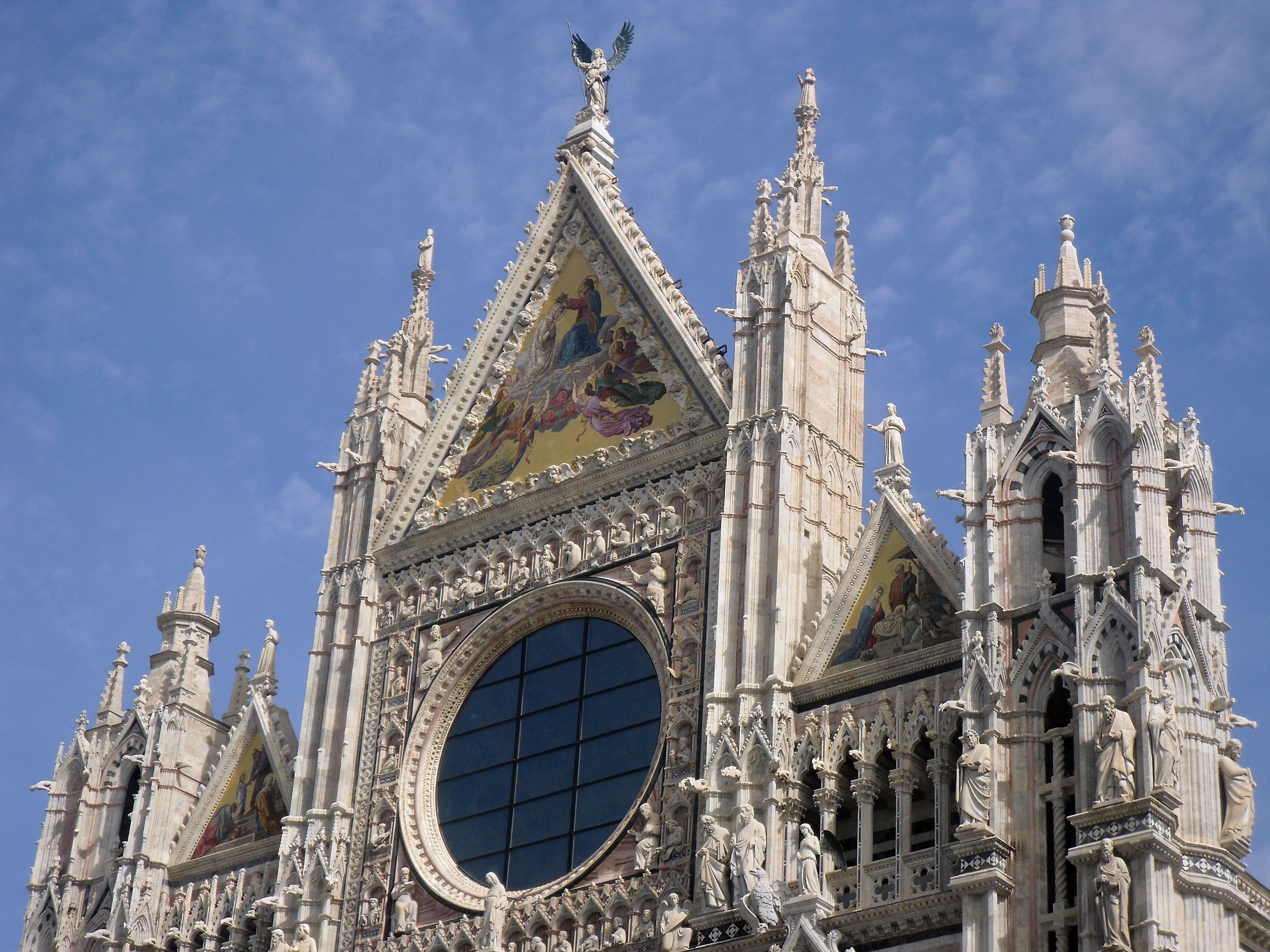
Facciata superiore del Duomo di Siena (1215-1264)
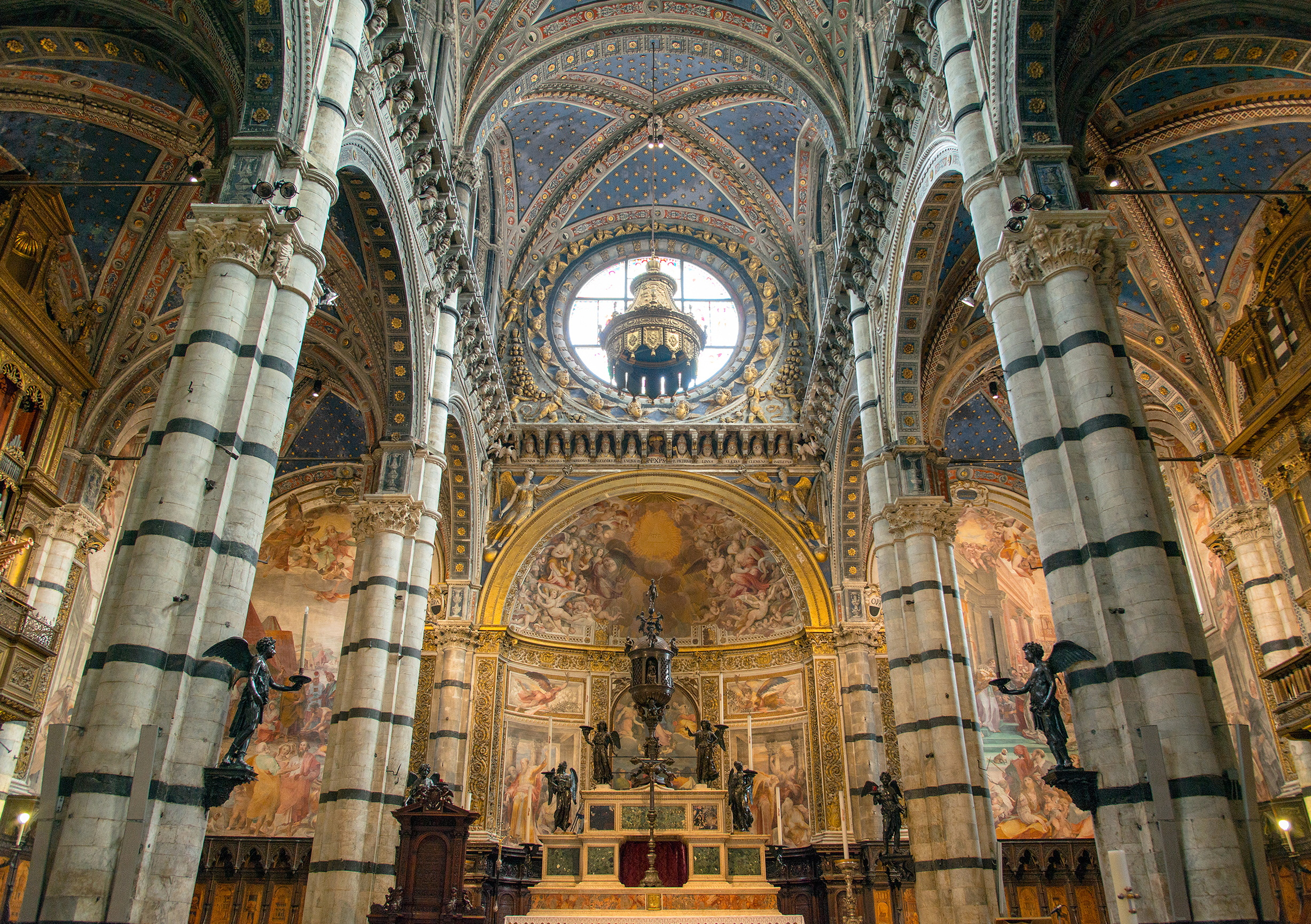
Marmi policromi all'interno del Duomo di Siena (1215-1264)
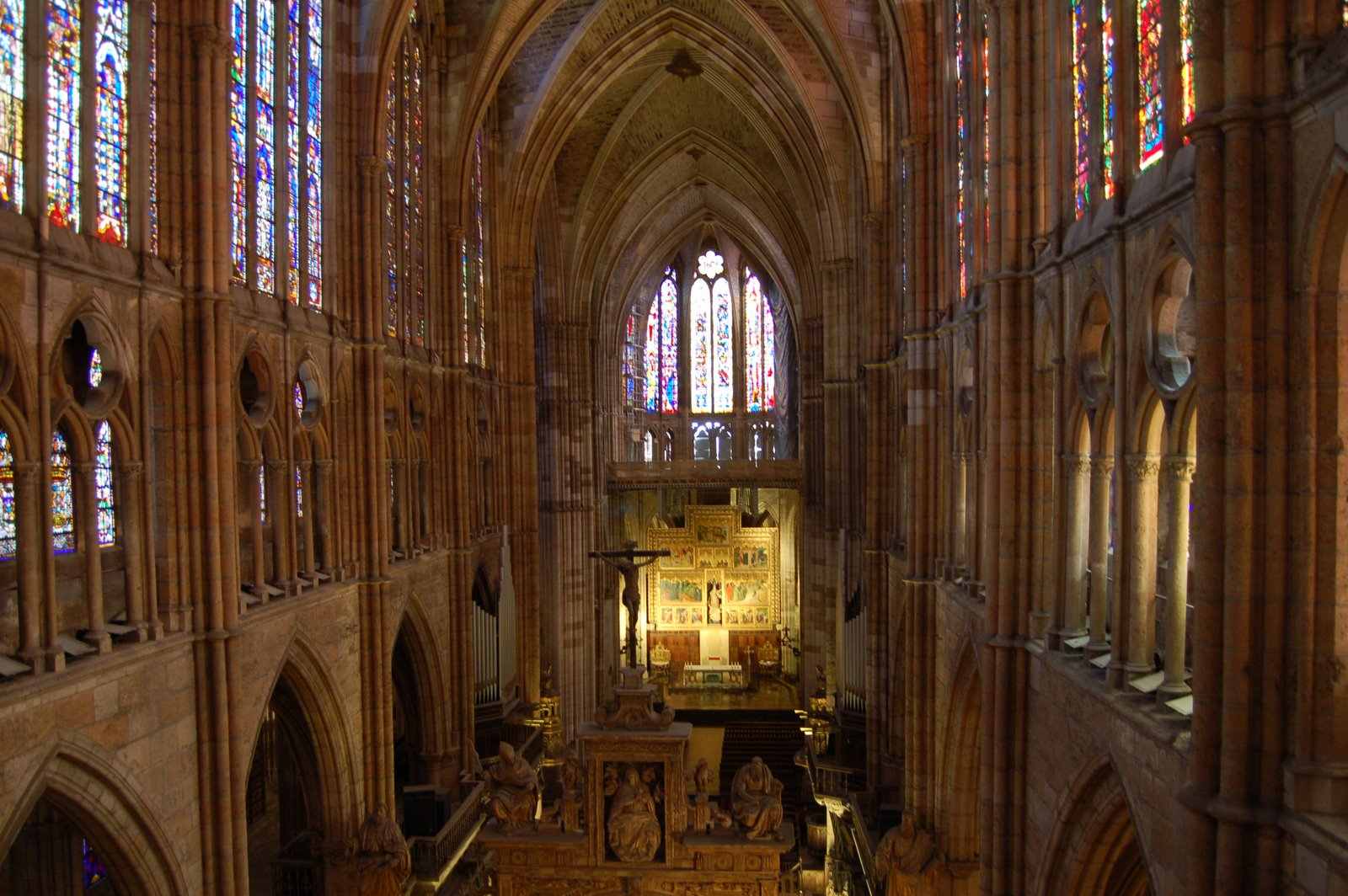
Navata della Cattedrale di León (iniziata nel 1255)
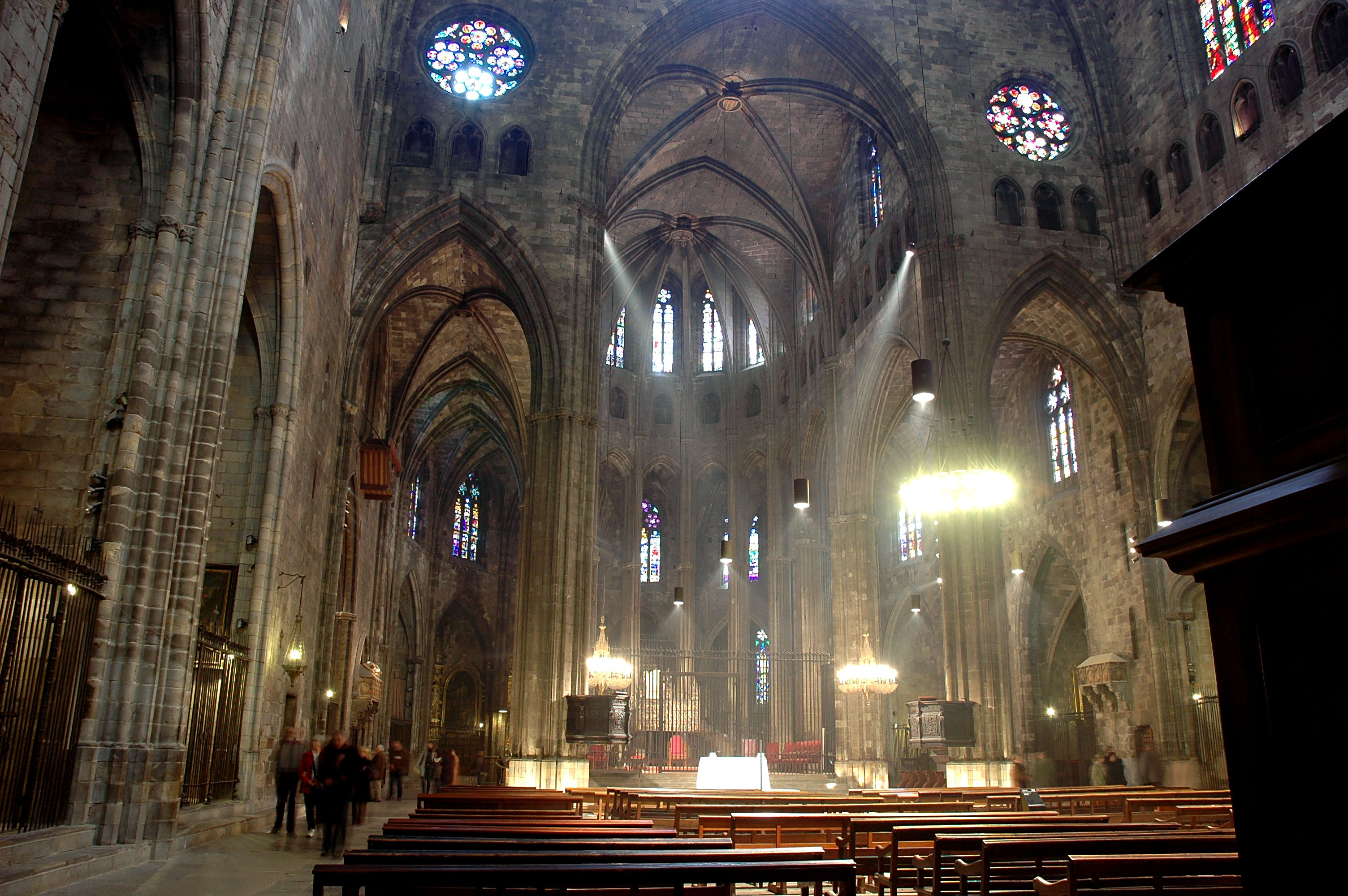
La spaziosa navata della Cattedrale di Girona (iniziata nel 1292)
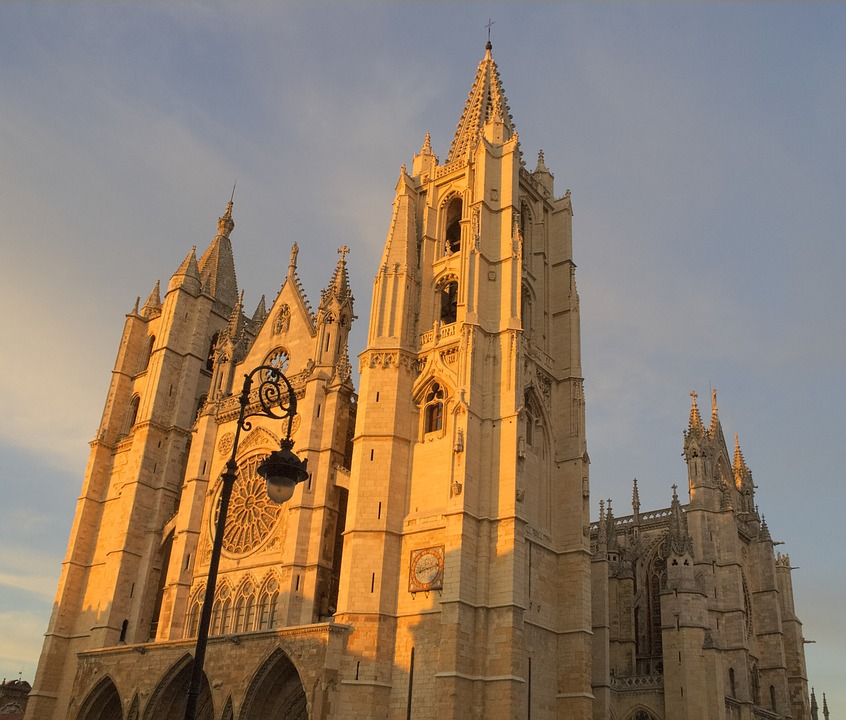
Facciata della Cattedrale di Girona

## Caratteristiche
Tra le caratteristiche distintive dell'architettura rayonnant vi era la maggiore quantità di luce all'interno, dovuta all'ampliamento delle arcate e soprattutto all'aumento del numero e delle dimensioni delle finestre, e all'uso della grisaille al posto del vetro colorato, ma anche per l'uso di timpani, pinnacoli e trafori aperti.
Il periodo rayonnant coincise con lo sviluppo della finestra a fascia, in cui una fascia centrale di vetro colorato era posizionata tra le fasce superiori e inferiori di vetro trasparente o grisaille, che permettevano di inondare ancora più luce, e un aumento comparabile della quantità di ornamento, sia all'interno sia all'esterno. Ciò veniva spesso ottenuto con disegni molto elaborati nei rosoni e negli schermi di trafori simili a merletti all'esterno per coprire le facciate e gli elementi come i contrafforti.

### Facciate
Nel periodo rayonnant, le facciate e i portali occidentali erano riccamente decorati con ghimberghe o timpani appuntiti, i cui punti spesso includevano piccole finestre circolari, oltre a una serie di pinnacoli e fiorini scolpiti, come illustrato nella decorazione ornata della Basilica di Sant'Urbano a Troyes (1262–1389). Oltre a fungere da decorazione, i pinnacoli avevano una funzione strutturale; appesantivano i contrafforti, dando maggior sostegno alle pareti.

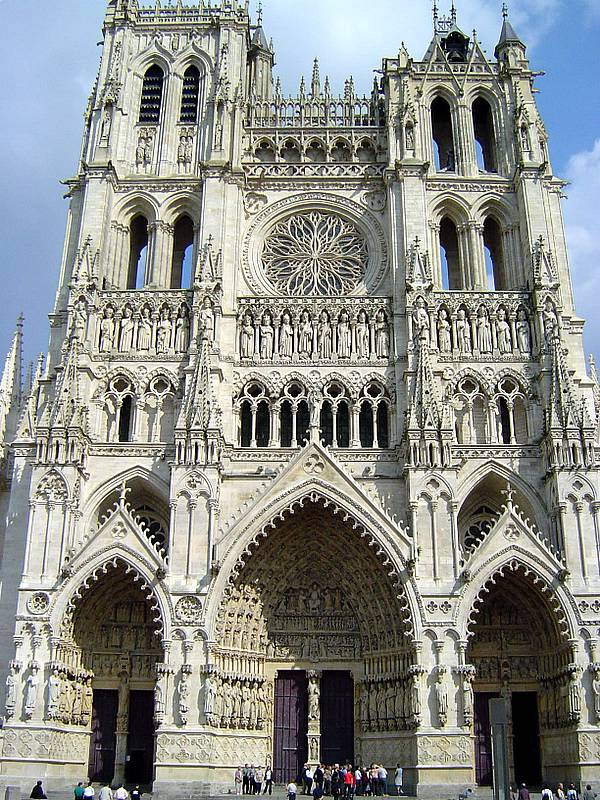
Cattedrale di Amiens (1220-1270), con un'abbondanza di sculture e un rosone rayonnant
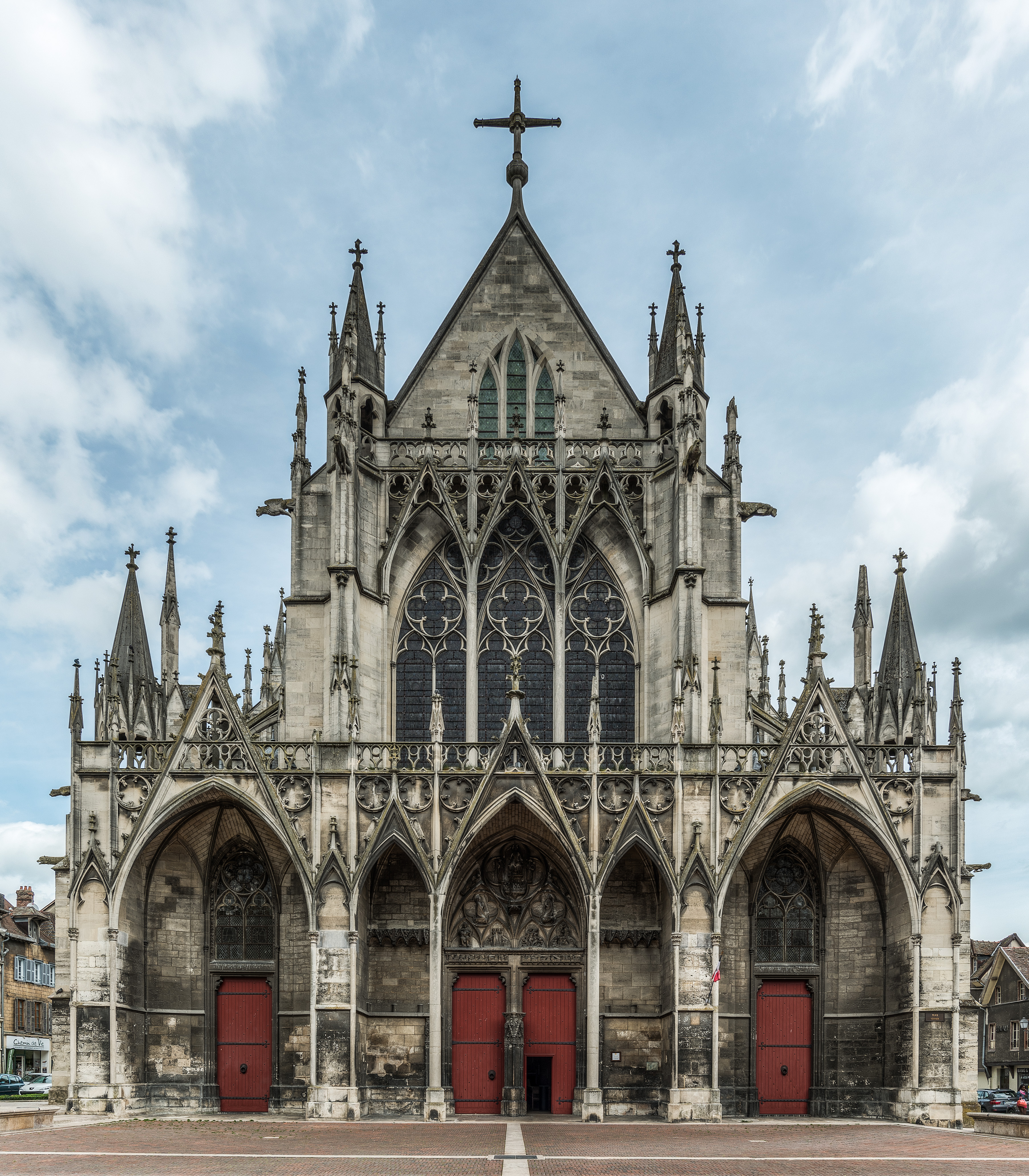
Facciata della Basilica di Sant'Urbano, Troyes (1262–1389)
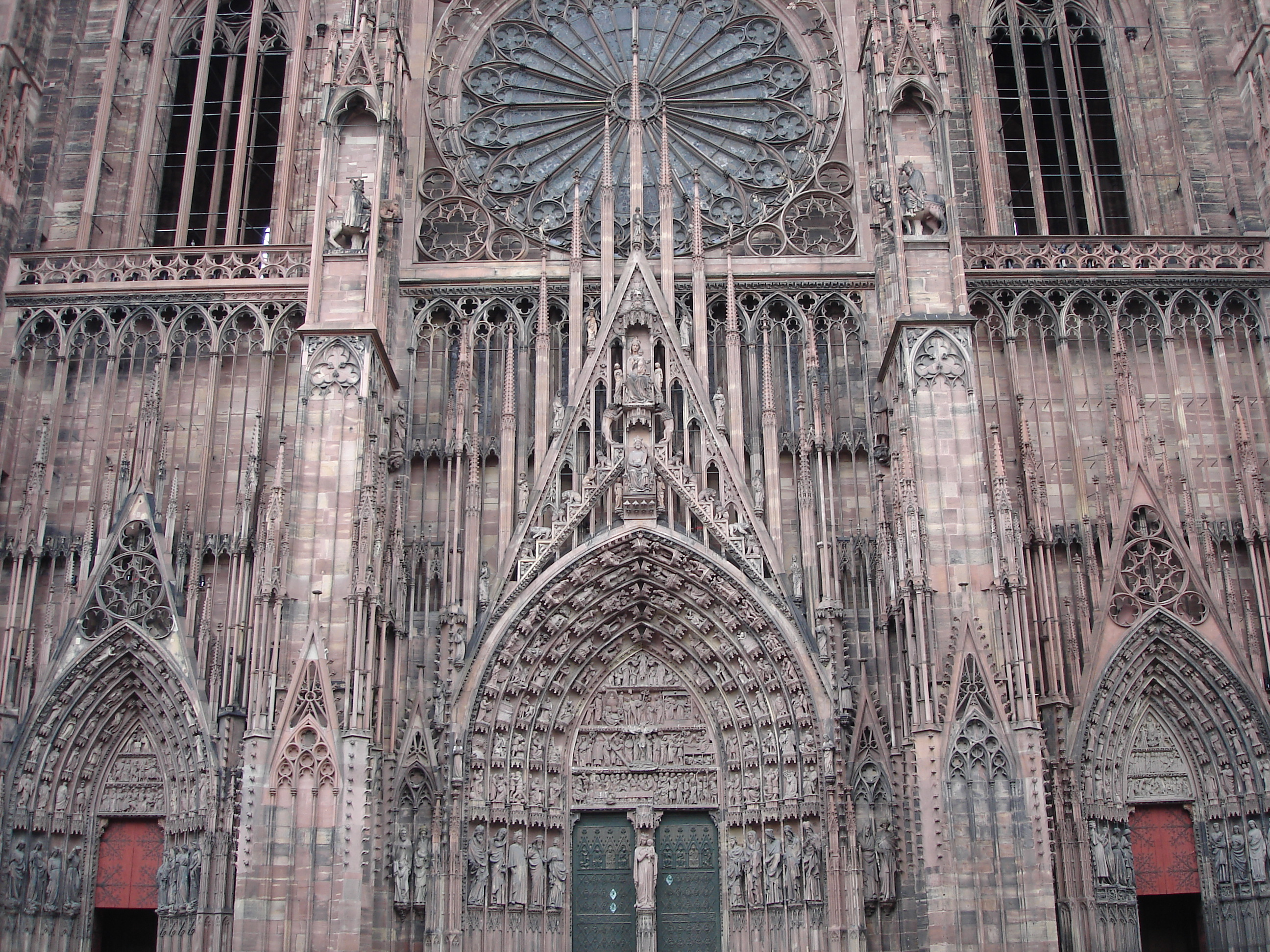
Particolare della facciata ovest della cattedrale di Strasburgo (1225-1439)

### Elevazioni
Nelle cattedrali del primo gotico, le pareti della navata erano equamente divise tra le arcate del pianterreno e la tribuna, un passaggio ad arcate soprastante, che sosteneva la navata; al di sopra lo stretto triforio ad arcate che costituiva un passaggio che rinforzava ulteriormente le mura, e il cleristorio in alto, appena sotto le volte, che di solito avevano piccole finestre. Questo cambiò radicalmente nel periodo rayonnant. Grazie al più efficiente contrafforte volante e alle volte a costoloni quadripartiti, le pareti potevano essere più alte e più sottili, con più spazio per le finestre. Il porticato diventava sempre più alto, con aperture molto più ampie. La tribuna, non più necessaria per il sostegno, scomparve del tutto. Il triforio intermedio quasi scomparve, o fu esso stesso riempito di finestre. Più impressionante fu il passaggio al livello superiore. Il lucernario era sostenuto da contrafforti più lunghi, le pareti superiori vennero riempite di finestre sempre più grandi, finché le pareti a quel livello quasi scomparvero.
L'ultima innovazione architettonica che emerse come parte dello stile rayonnant in Francia fu l'uso della triforia vetrata. Tradizionalmente, il triforio di una cattedrale del primo o alto gotico era una fascia orizzontale scura, che di solito ospitava uno stretto passaggio, che separava la parte superiore del porticato dal cleristorio. Sebbene rendesse l'interno più scuro, era una caratteristica necessaria per accogliere i tetti spioventi delle navate laterali e delle cappelle. La soluzione del rayonnant, impiegata con brillante effetto nella navata del 1230 della chiesa abbaziale di Saint-Denis, era di utilizzare tetti a doppia falda sopra le navate laterali, con grondaie nascoste per drenare l'acqua piovana. Ciò significava che la parete esterna del passaggio del triforio poteva ora essere vetrata e la parete interna ridotta a un sottile traforo. Gli architetti iniziarono anche a sottolineare il legame tra triforio e cleristorio estendendo i montanti centrali dalle finestre di quest'ultimo in una modanatura continua che andava dall'alto delle finestre verso il basso attraverso il traforo cieco del matroneo fino al marcapiano nella parte superiore dell'arcata.

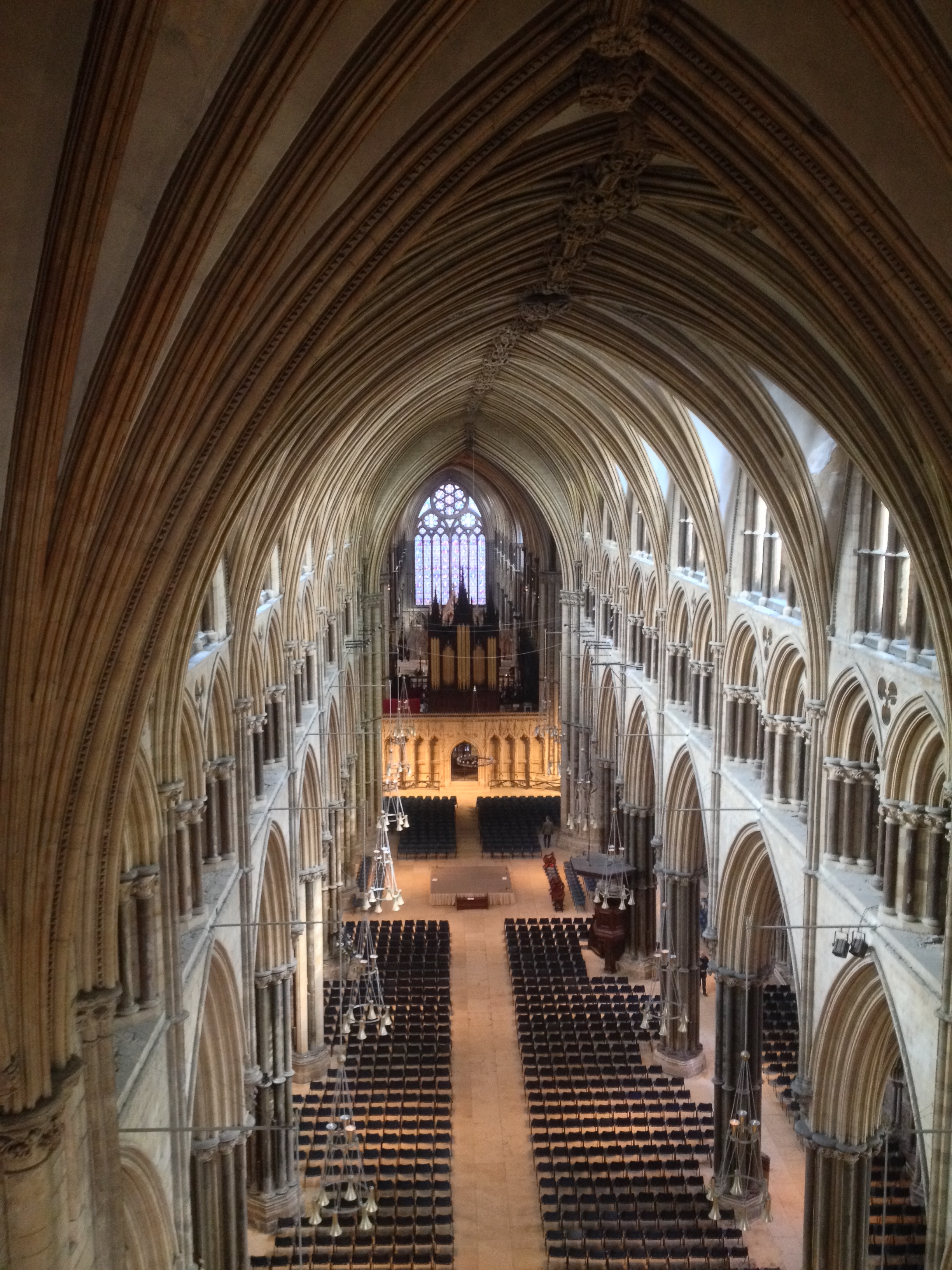
Elevazione della Cattedrale di Lincoln, guardando a ovest
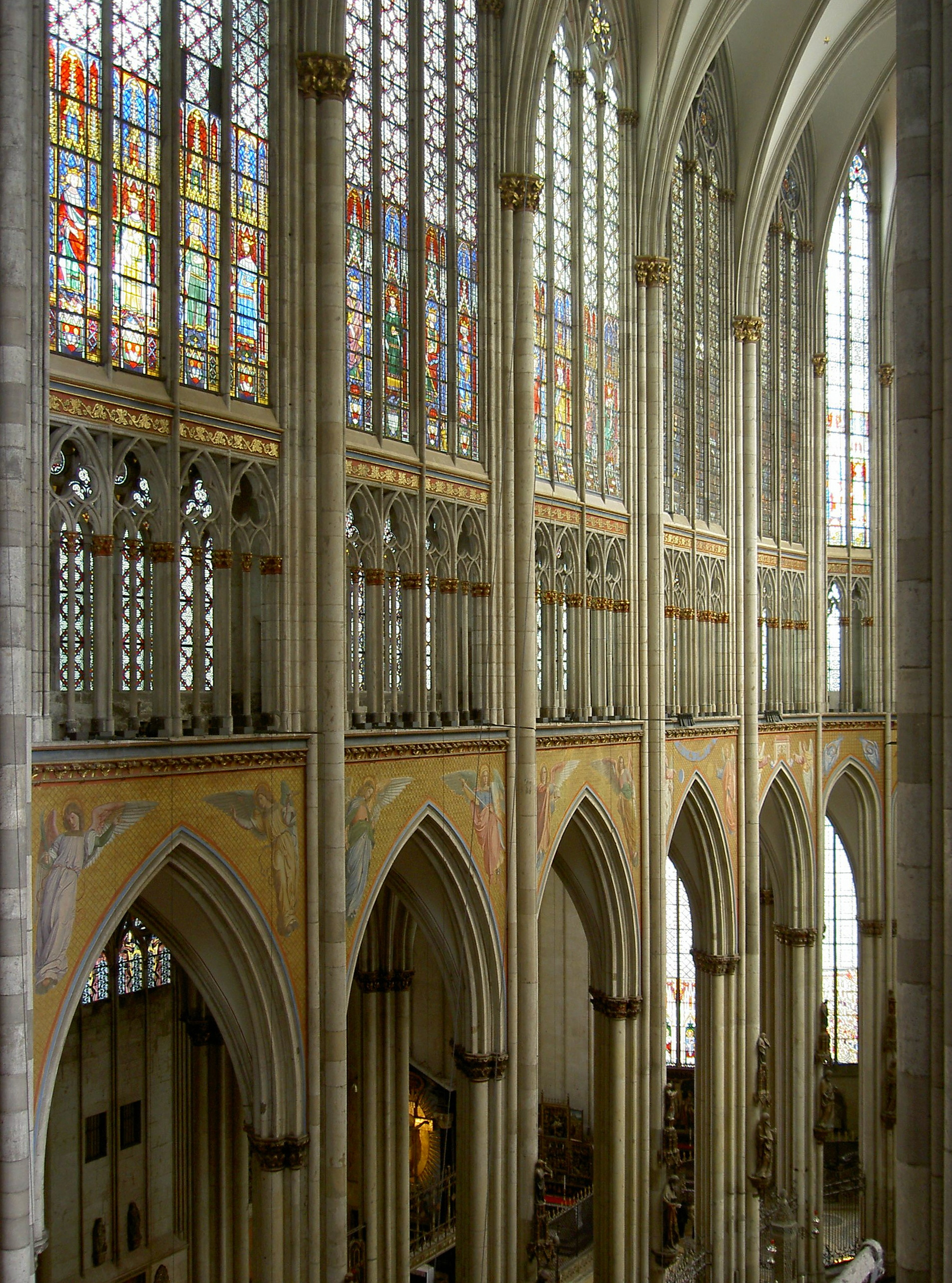
Elevazione del coro del Duomo di Colonia, quasi tutto in vetro sopra i portici

### Finestre
La luce, e quindi le finestre, erano una caratteristica centrale dell'architettura rayonnant; le finestre erano più grandi, più numerose e più ornate rispetto agli stili precedenti. Spesso avevano anche vetri trasparenti o grisaille, che ravvivavano l'interno. Le ombre e l'oscurità delle prime cattedrali gotiche, con le loro piccole finestre e i colori profondi e ricchi come il blu di Chartres, vennero sostituite da uno spazio luminoso con uno spettro completo di luce colorata.
I livelli intermedi delle mura, come il Triforium, erano dotati di finestre. All'alto livello del cleristorio apparivano file di bifore, spesso sormontate da finestre trilobate o quadripartite e un tipo di rosone in miniatura, chiamato oculus. Ciò venne reso possibile a Notre-Dame dalla costruzione di un tipo di contrafforte volante più alto e più lungo che faceva un doppio salto per sostenere le sezioni più alte delle mura.
Ci fu anche un cambiamento fondamentale nel traforo, o disegno ornamentale, all'interno delle finestre, che nel primo gotico usavano spesso trafori a piastra (in cui le aperture delle finestre sembrano essere state perforate da una lastra di pietra piatta. Questo fu sostituito dal più delicato traforo-bar in cui le nervature in pietra che separavano i pannelli di vetro erano realizzate con sottili modanature intagliate, con profili interni ed esterni arrotondati. I disegni elaborati dei raggi dei rosoni, che si irradiavano verso l'esterno, diedero il nome allo stile rayonnant. Il traforo-bar probabilmente fece la sua prima apparizione nelle finestre del lucernario della cattedrale di Reims e si diffuse rapidamente in tutta Europa.
In Inghilterra, il periodo rayonnant o "decorato" era caratterizzato da finestre di grande larghezza e altezza, divise da colonnine e ulteriormente elaborate con trafori. Le prime caratteristiche erano un design a trifoglio o quadrifoglio. Le finestre successive usavano spesso una curva a forma di S, chiamata ogee, dando un design simile a una fiamma che annunciava lo stile flamboyant. Esempi notevoli includono le finestre del chiostro dell'Abbazia di Westminster (1245–69), l'Angel Choir della Cattedrale di Lincoln (1256) e la navata e la facciata ovest della Cattedrale di York (1260–1320).

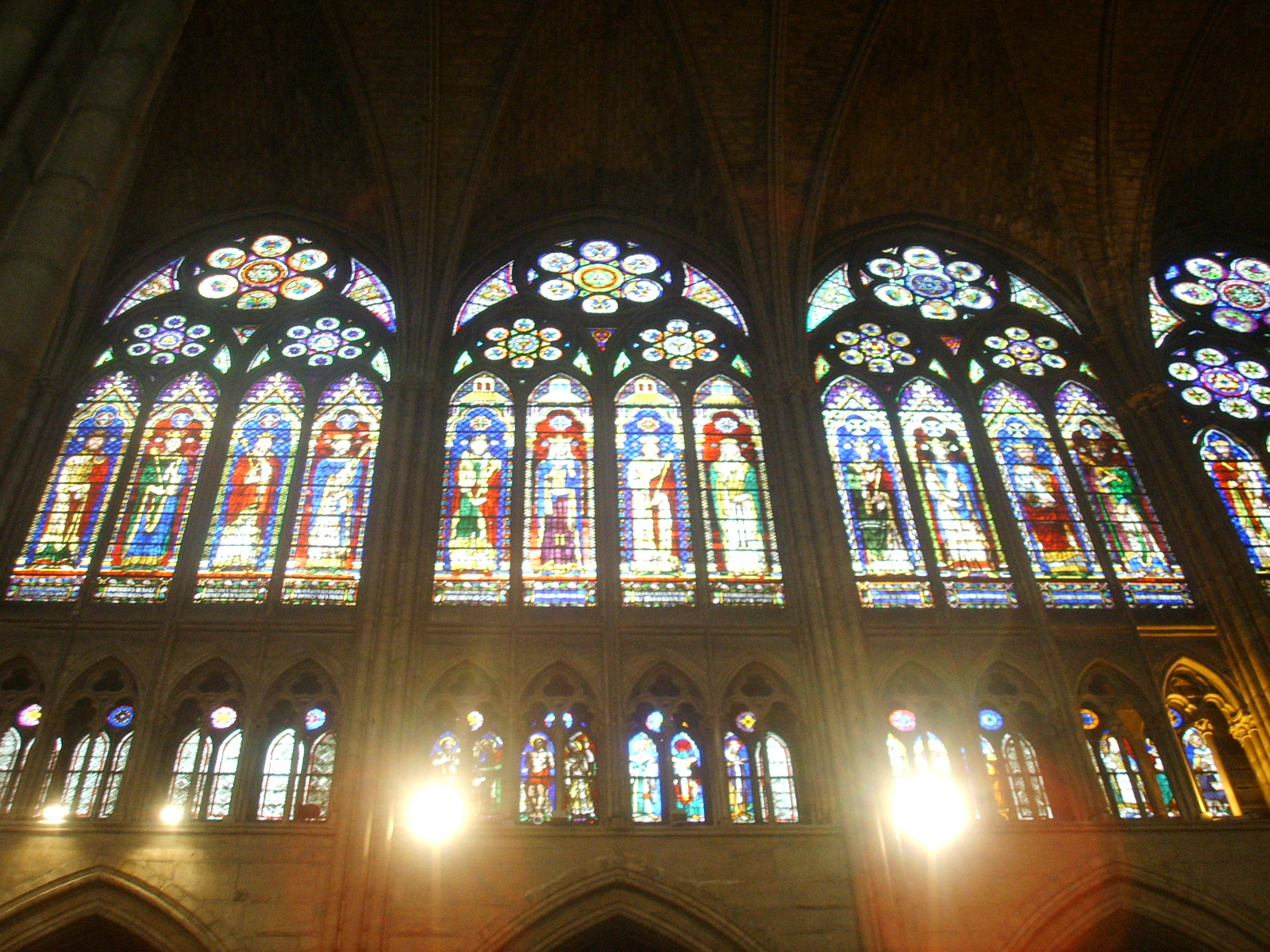
Il triforio vetrato della chiesa abbaziale di Saint Denis (1230)
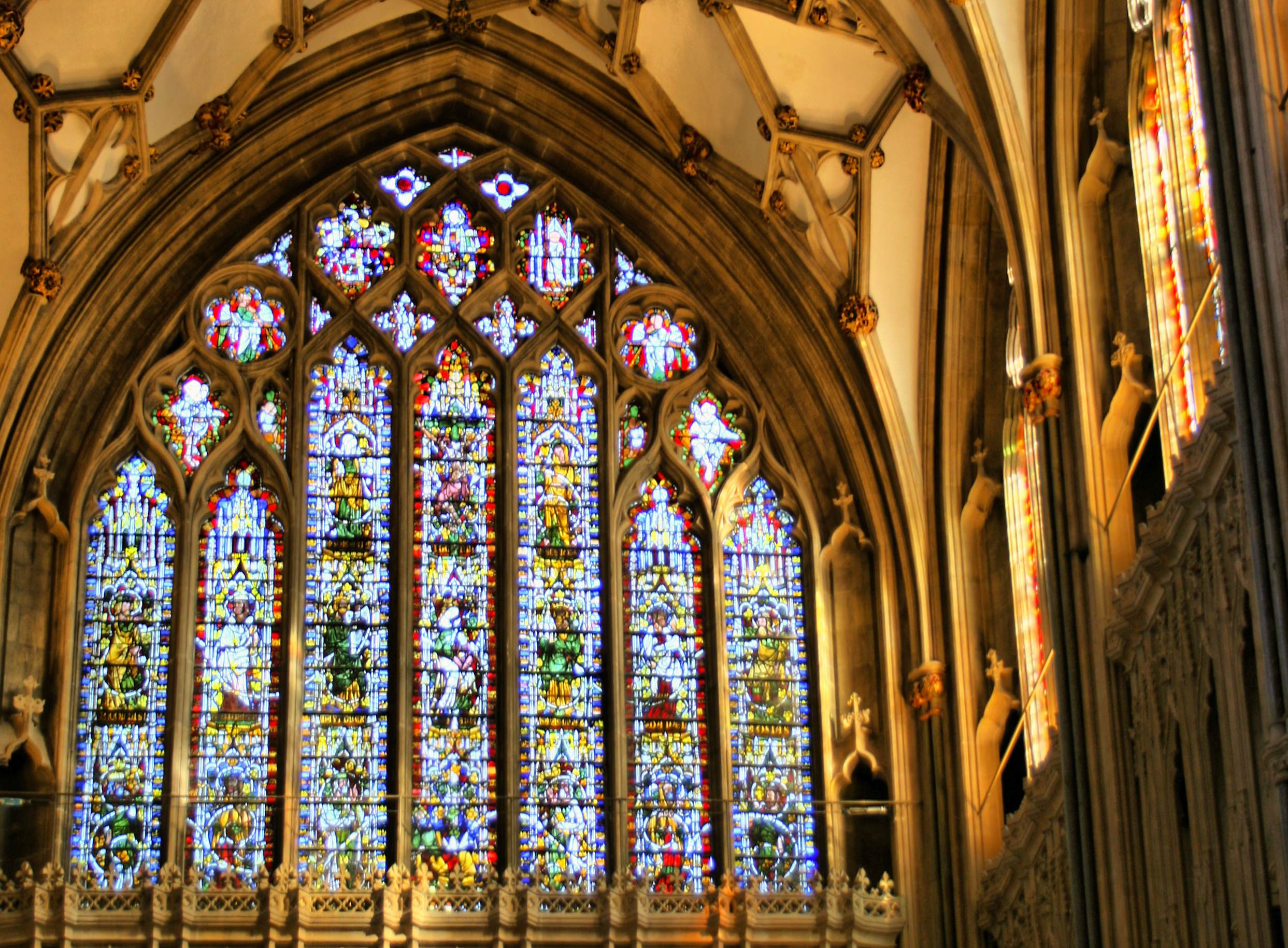
La "finestra d'oro" della cattedrale di Wells
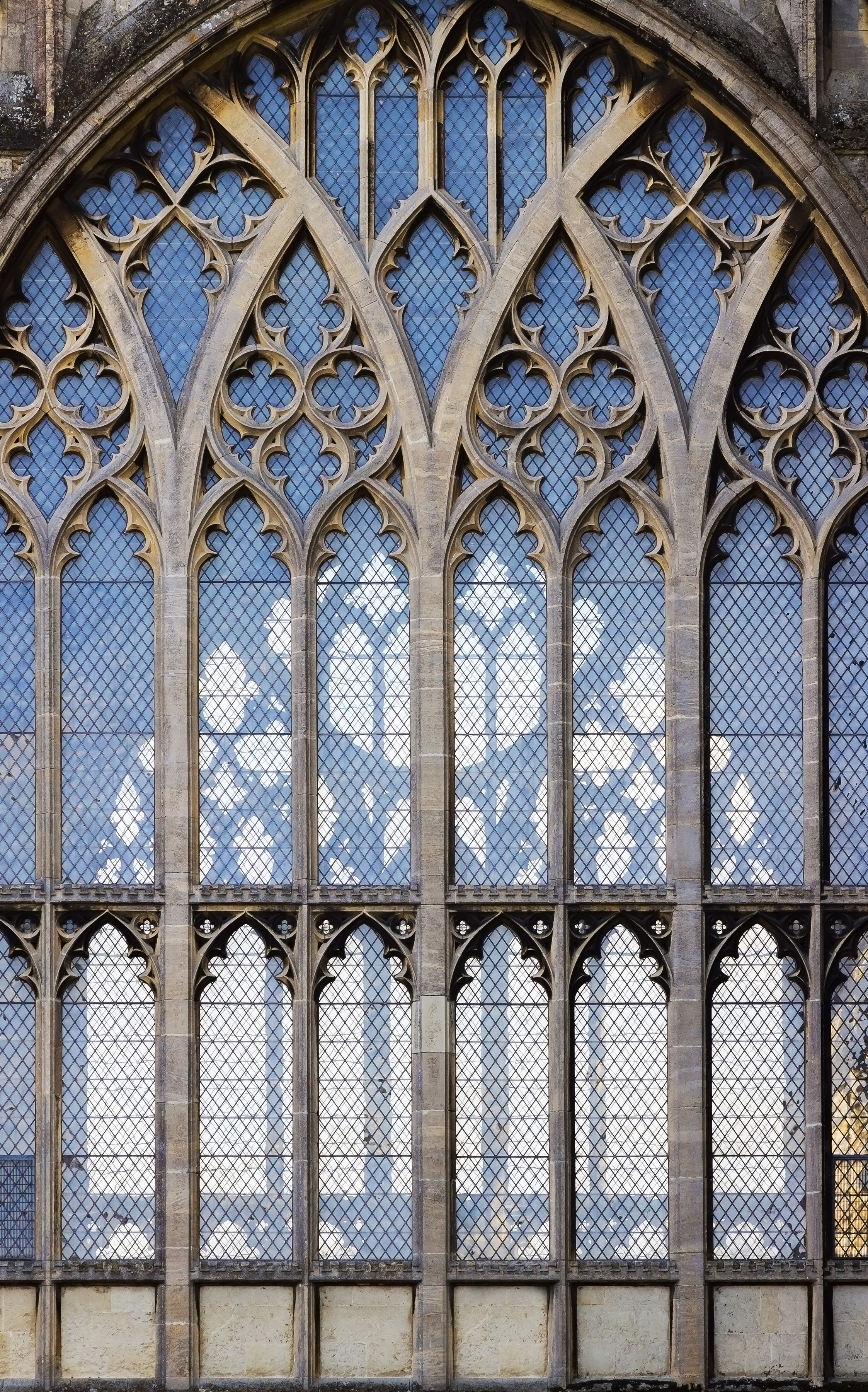
Trafori geometrici a barra nella Cattedrale di Ely (1321-1351)
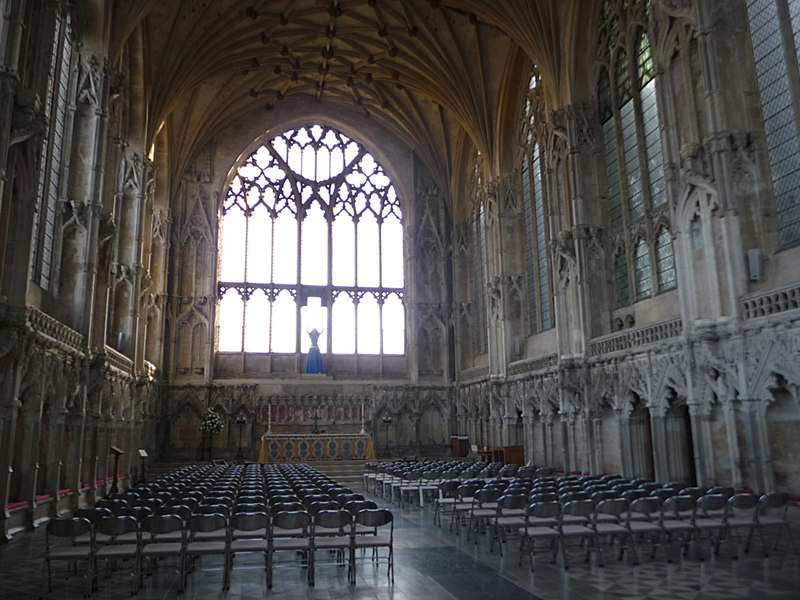
Finestra della Cappella della Madonna, nella cattedrale di Ely (1321-1351)
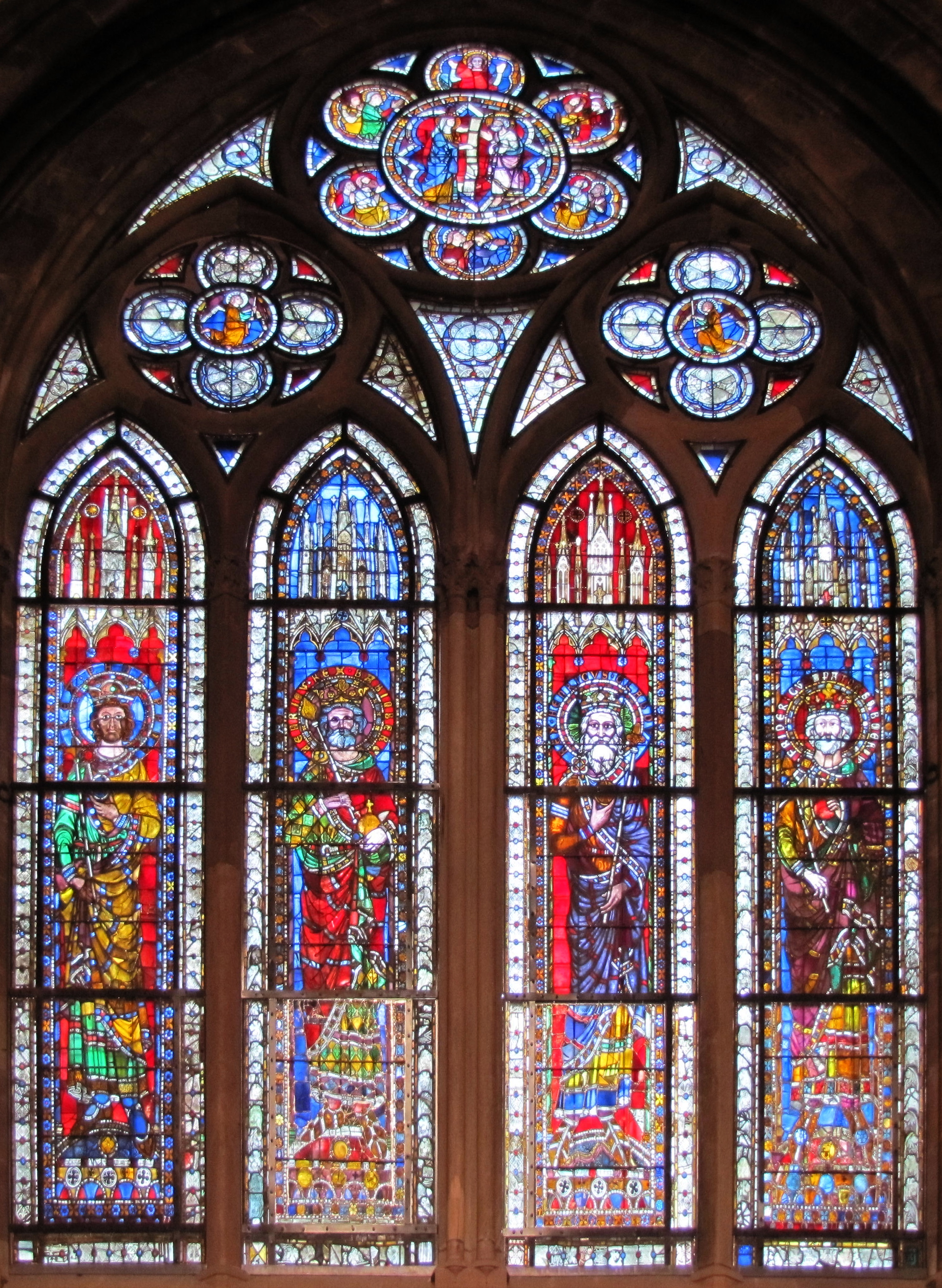
Finestra dell'Imperatore della Cattedrale di Strasburgo

### Rosone
Il grande rosone era tra gli elementi più distintivi del rayonnant. I transetti di Notre-Dame de Paris furono ricostruiti per far posto a due enormi rosoni, realizzati da Jean de Chelles e Pierre de Montreuil, e pagati dal re Luigi IX. Grandi rose simili vennero aggiunte alla navata della Basilica di Saint-Denis e alla Cattedrale di Amiens. Con l'uso di montanti in pietra che separavano i pezzi di vetro, e quei pezzi di vetro sostenuti da nervature di piombo, le finestre divennero più forti e più grandi, in grado di resistere a forti venti. I rosoni rayonnant raggiunsero un diametro di dieci metri.

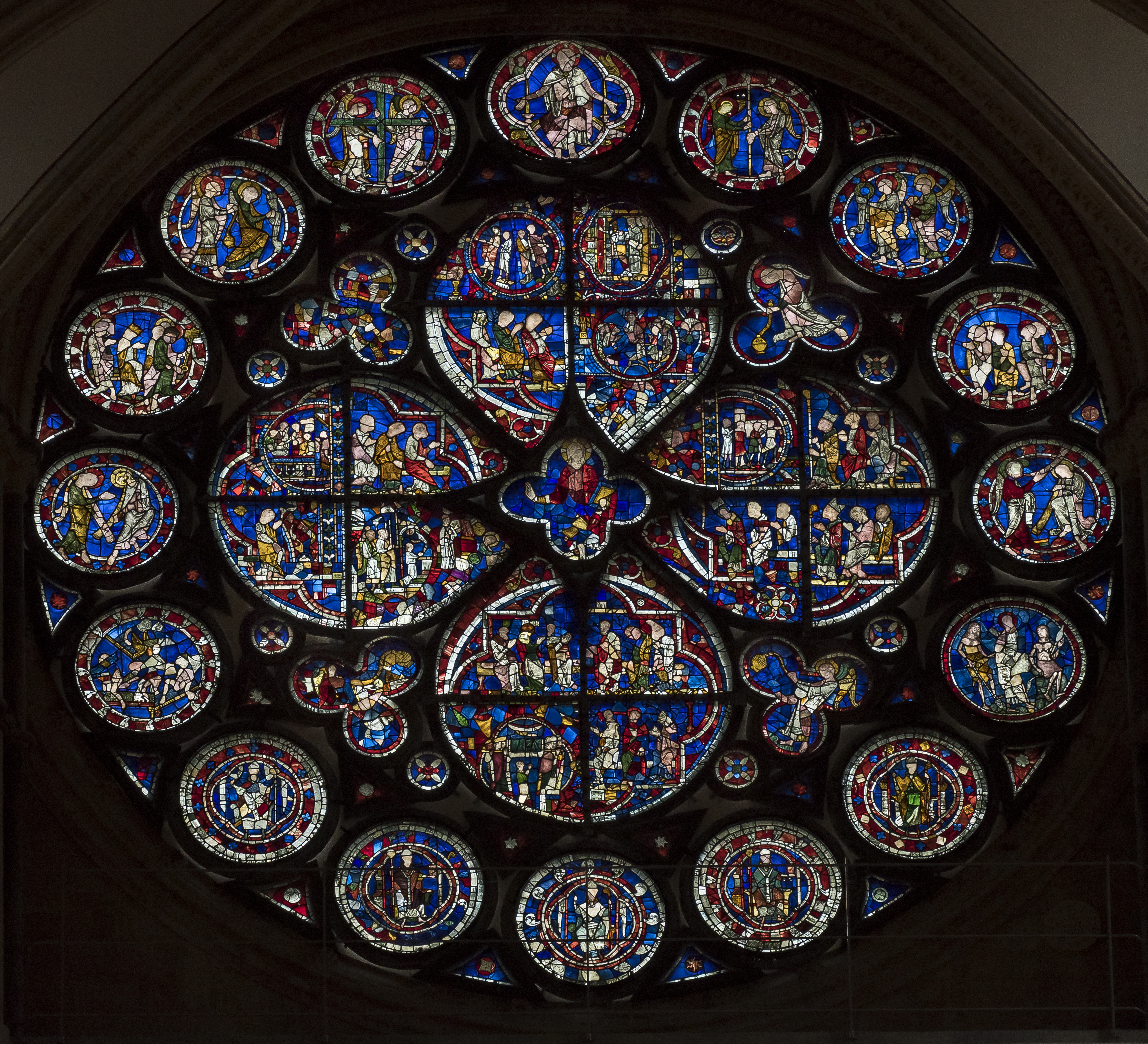
Trafori di lastre, rosone "Dean's Eye" della Cattedrale di Lincoln (c. 1225)
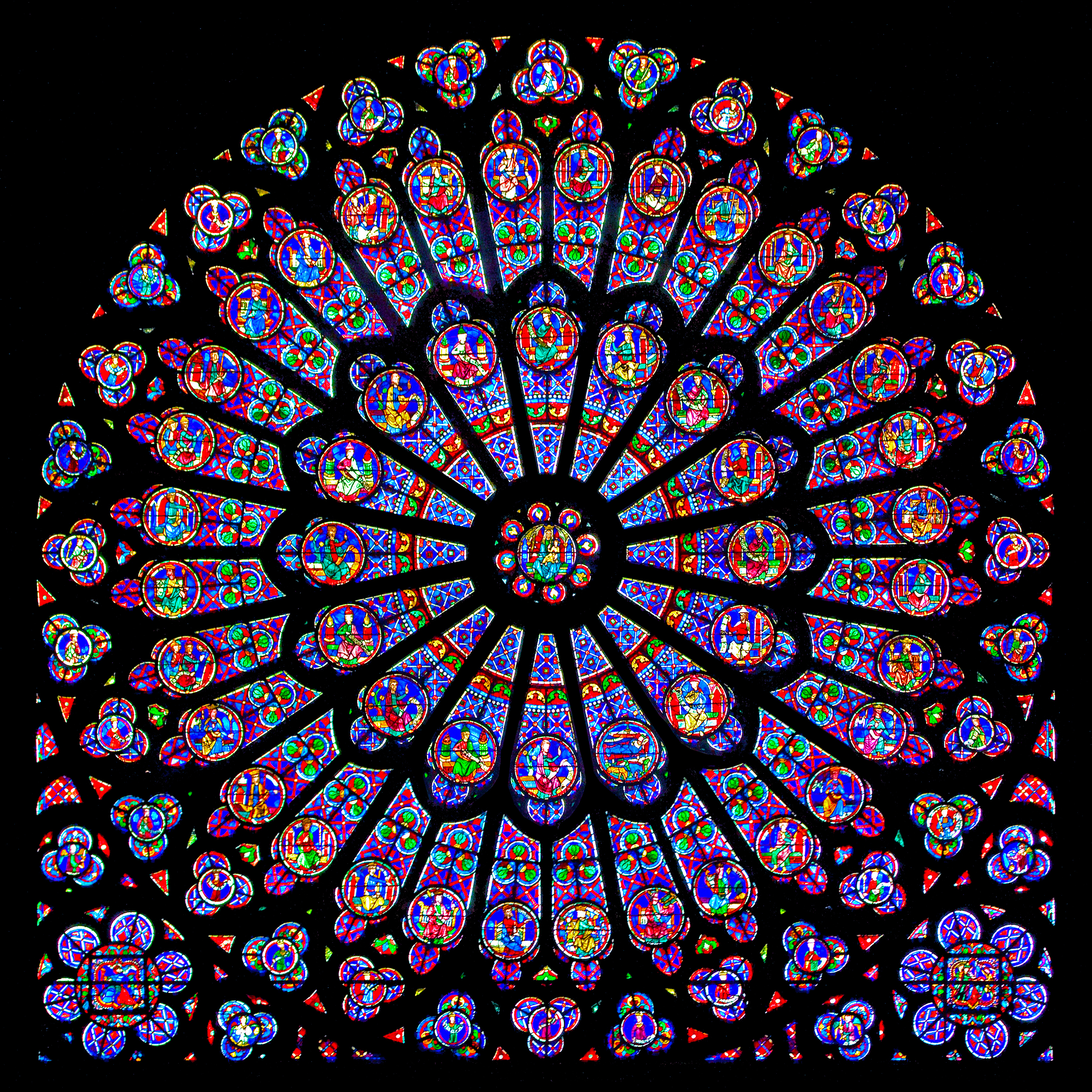
Traforo-bar rayonnant a Notre-Dame de Paris, rosone nord (c. 1260)
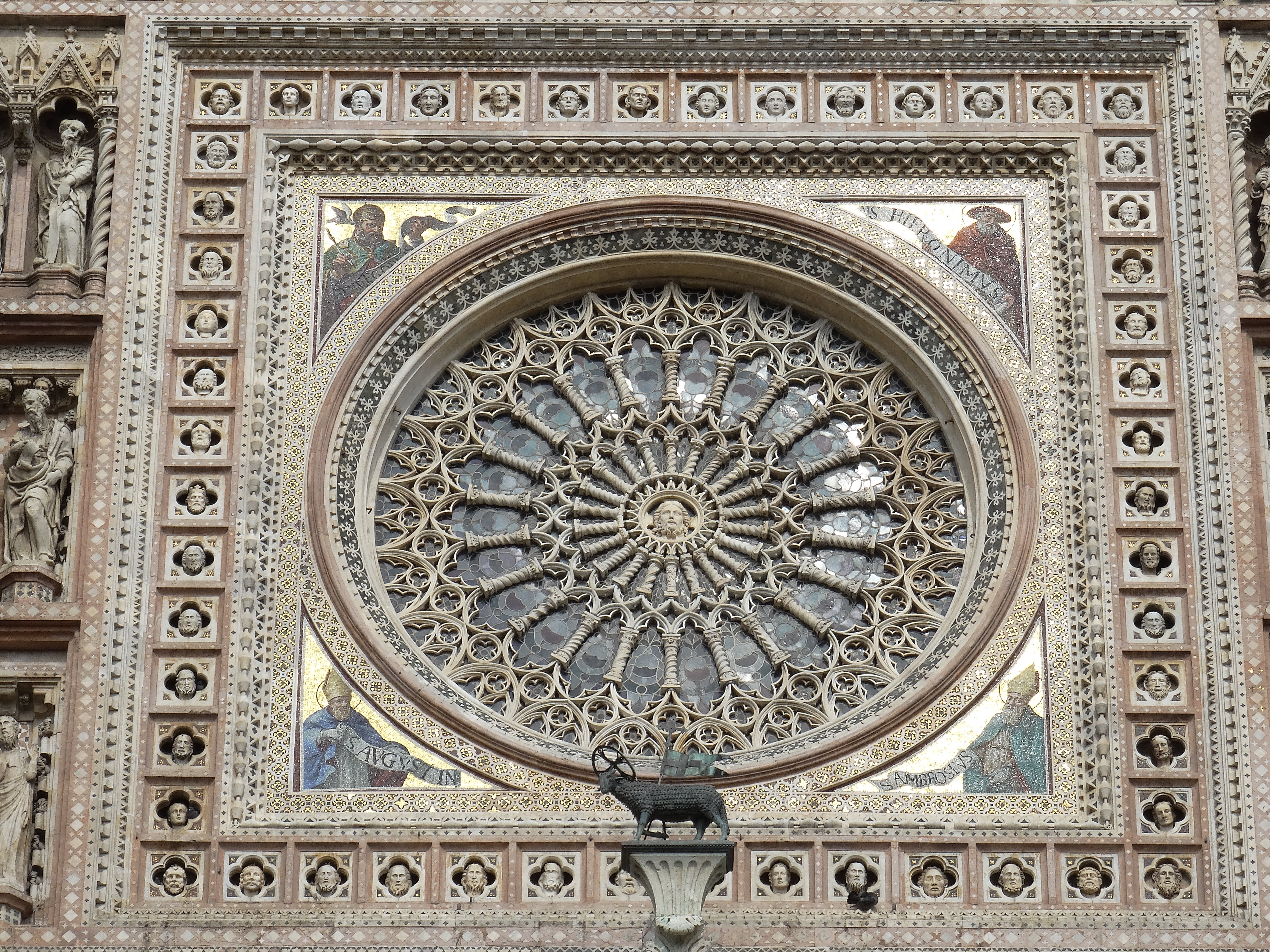
Rosone del Duomo di Orvieto, circondato da piccoli busti di Santi

### Trafori ciechi
Il traforo all'interno delle finestre ispirò un'altra forma di decorazione rayonnant; l'uso di trafori ciechi, o reti di nervature sottili che potevano essere utilizzate per coprire pareti vuote in disegni decorativi, abbinando i disegni all'interno delle finestre.

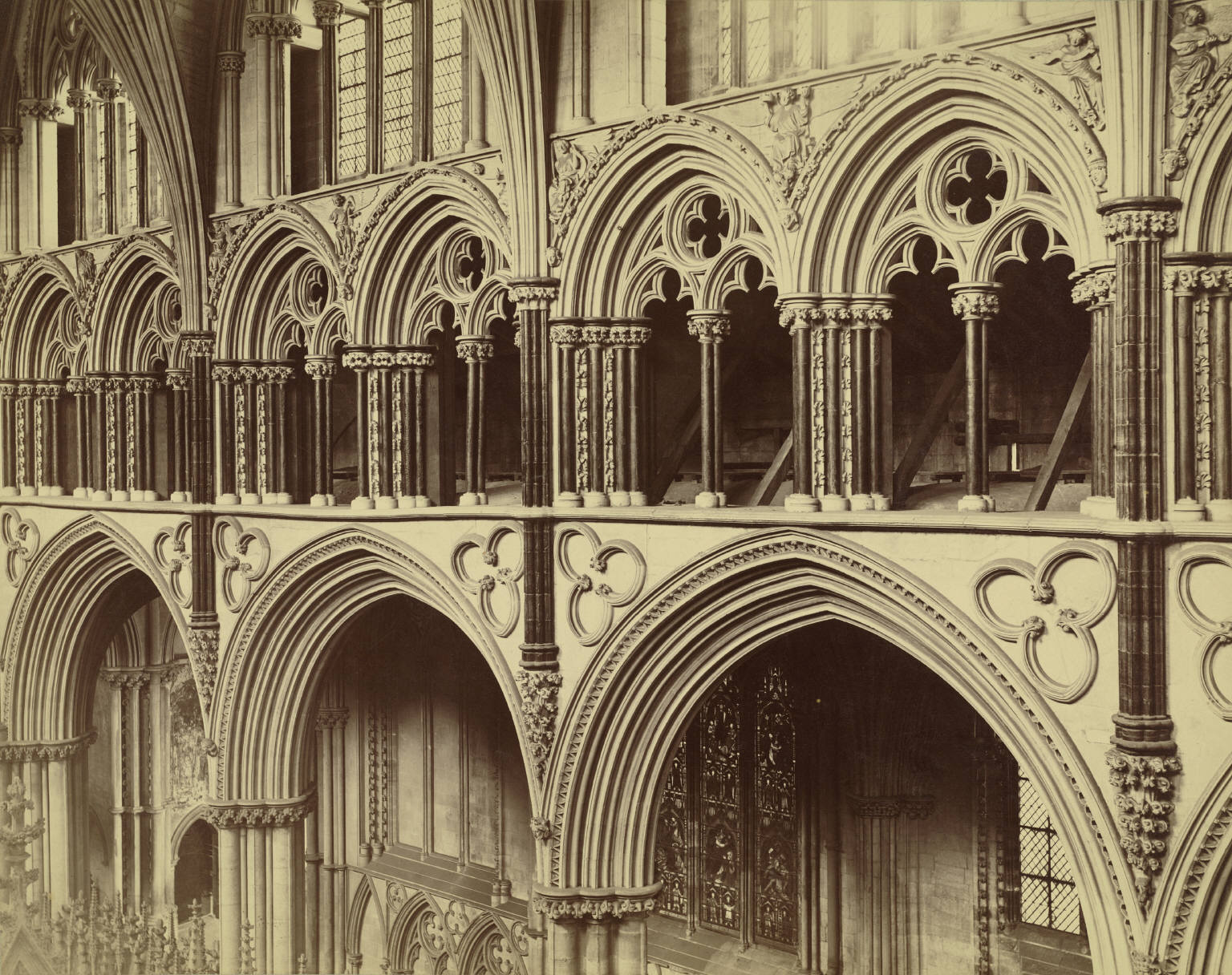
Trafori ciechi nell'Angel Choir, Cattedrale di Lincoln
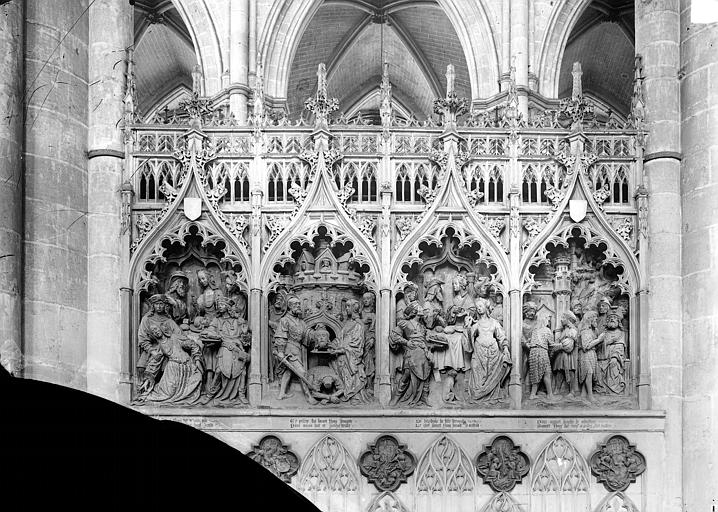
Trafori ciechi e sculture in altorilievo nel coro della cattedrale di Amiens (1220-1266) (foto prima della prima guerra mondiale)

### Scultura
La scultura era una caratteristica importante della decorazione delle facciate delle cattedrali, pratica che risaliva al periodo romanico. Sulla facciata e sul timpano erano presenti figure in pietra di santi e della Sacra famiglia. Nel periodo rayonnant, le sculture divennero più naturalistiche e tridimensionali, risaltando nelle proprie nicchie lungo la facciata. Avevano caratteristiche facciali individuali, gesti e posture naturali e costumi finemente scolpiti. Anche le altre sculture decorative, come le foglie e le piante che decoravano i capitelli delle colonne, divennero più realistiche.
La decorazione scultorea delle chiese gotiche italiane, come la facciata del Duomo di Orvieto, progettata da Lorenzo Maitani (1310), era estremamente raffinata e faceva parte di una combinazione di figure in bronzo e marmo, mosaici e rilievi policromi. Era un anticipo del Rinascimento che stava per iniziare.

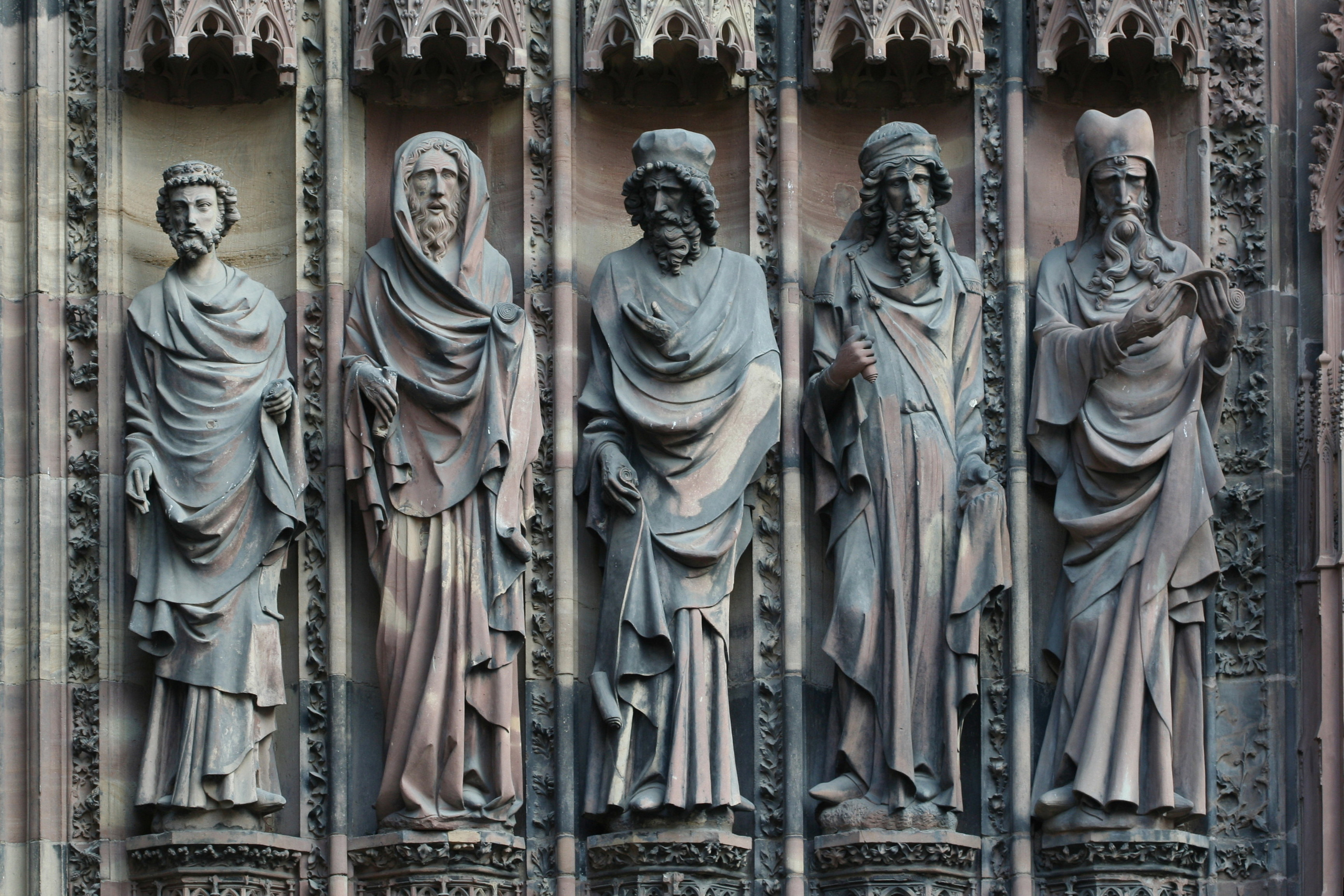
Figure naturalistiche di santi sul portale ovest della cattedrale di Strasburgo
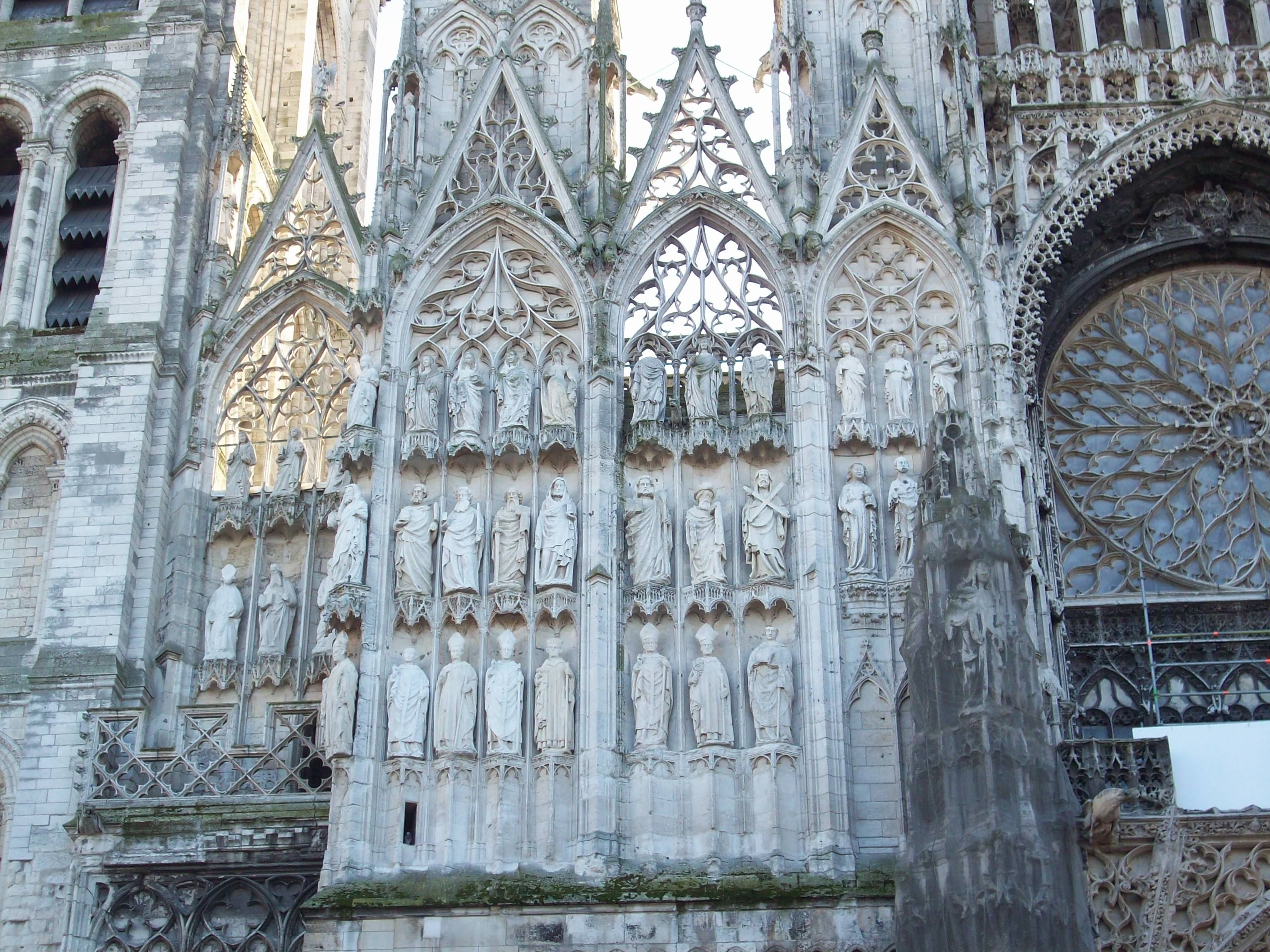
Scultura e trafori sulla facciata della cattedrale di Rouen
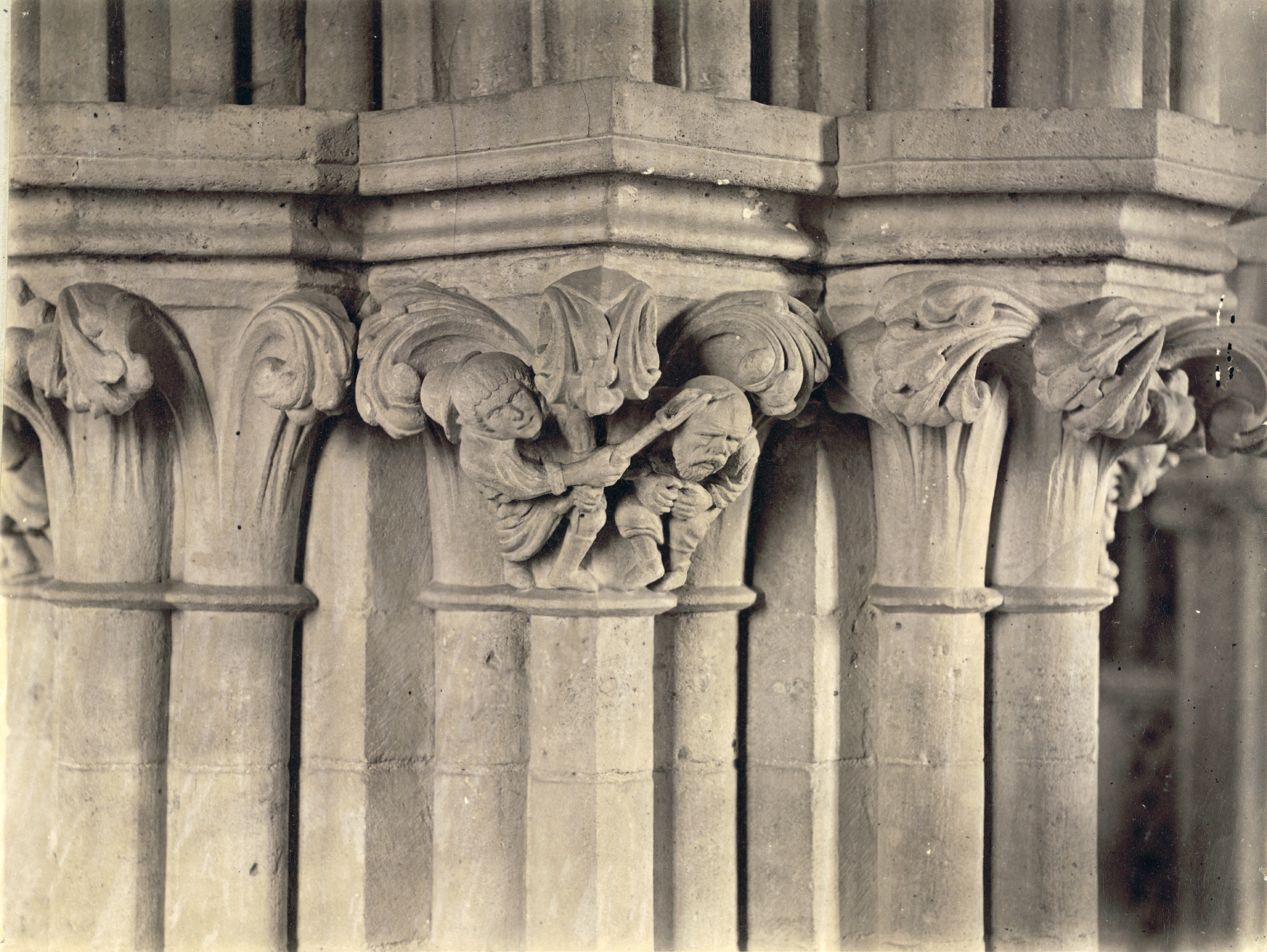
Particolare della scultura del capitello della colonna, che mostra un contadino che colpisce un ladro di frutta Cattedrale di Wells
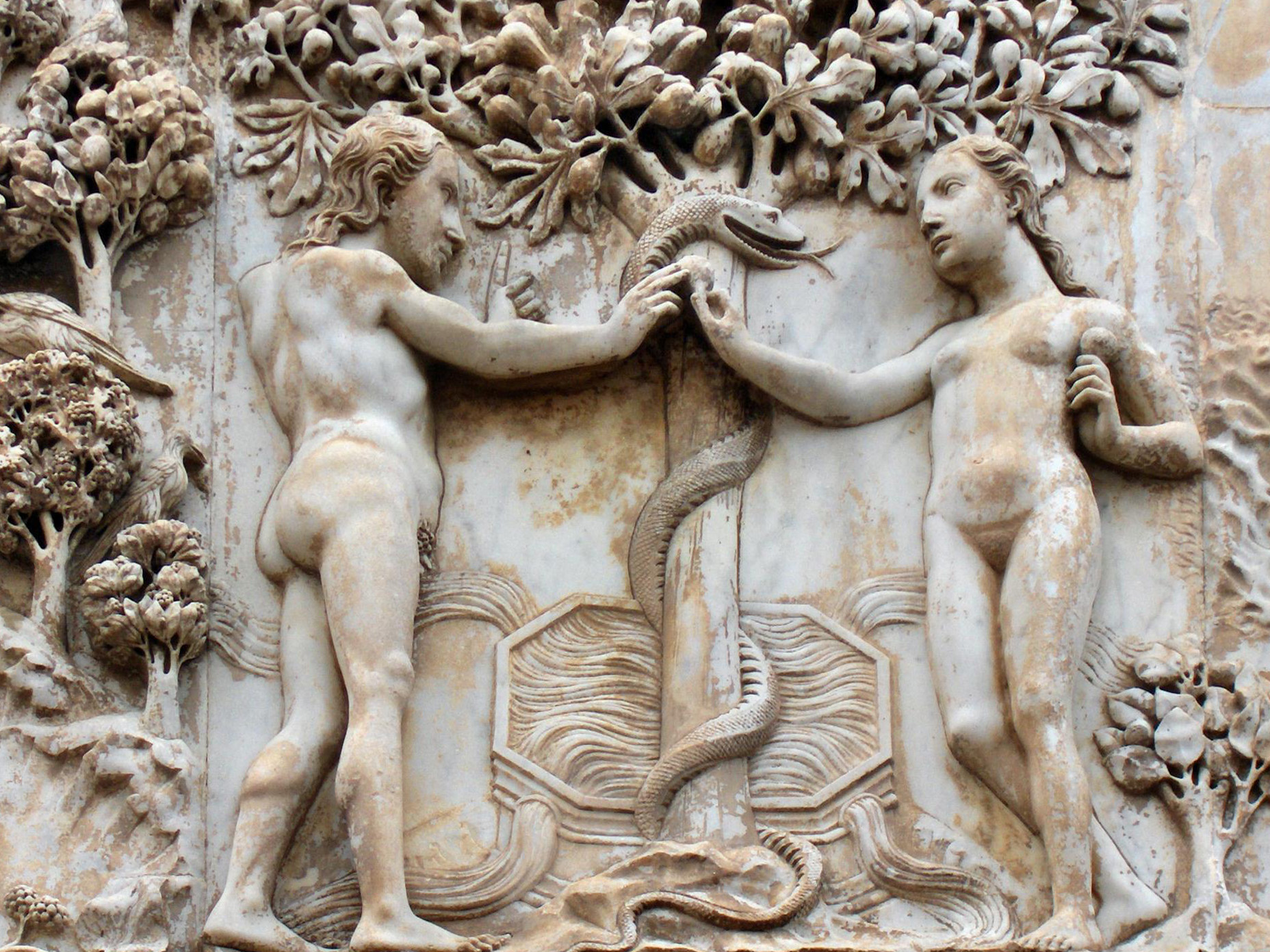
Adamo ed Eva, scultura sulla facciata del Duomo di Orvieto di Lorenzo Maitani, (iniziata nel 1310)

### Elementi decorativi
Un elemento distintivo del rayonnant era l'uso di elementi decorativi in pietra scolpita all'esterno e all'interno. Questi includevano il fleuron, il pinnacolo e il fastigio, che davano maggiore altezza a tutto, dalle porte ai contrafforti. Questi elementi di solito avevano anche uno scopo pratico; venivano spesso aggiunti a strutture esterne, come i contrafforti, per dare loro ulteriore peso.
Questi elementi inclusi il crocket, sotto forma di un intaglio stilizzato di foglie arricciate, germogli o fiori che erano utilizzati ad intervalli regolari per decorare i bordi inclinati di guglie, pinnacoli, e gabbie.

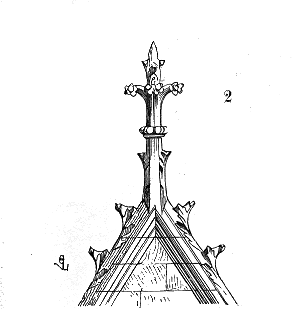
Fleuron del XIII secolo illustrato da Viollet-le-Duc
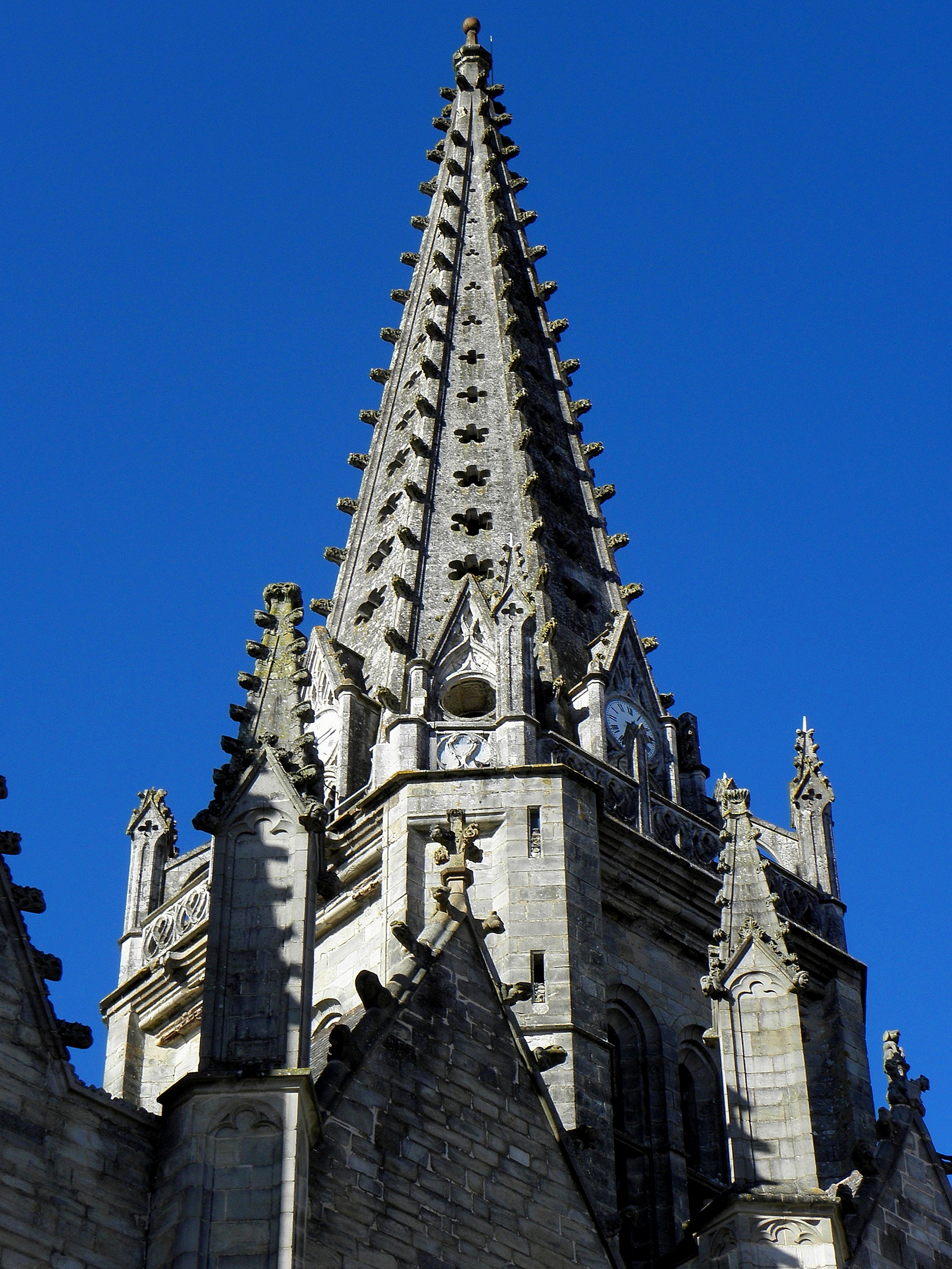
Crocket sulla guglia della chiesa di Notre-Dame de Vitré, Bruxelles
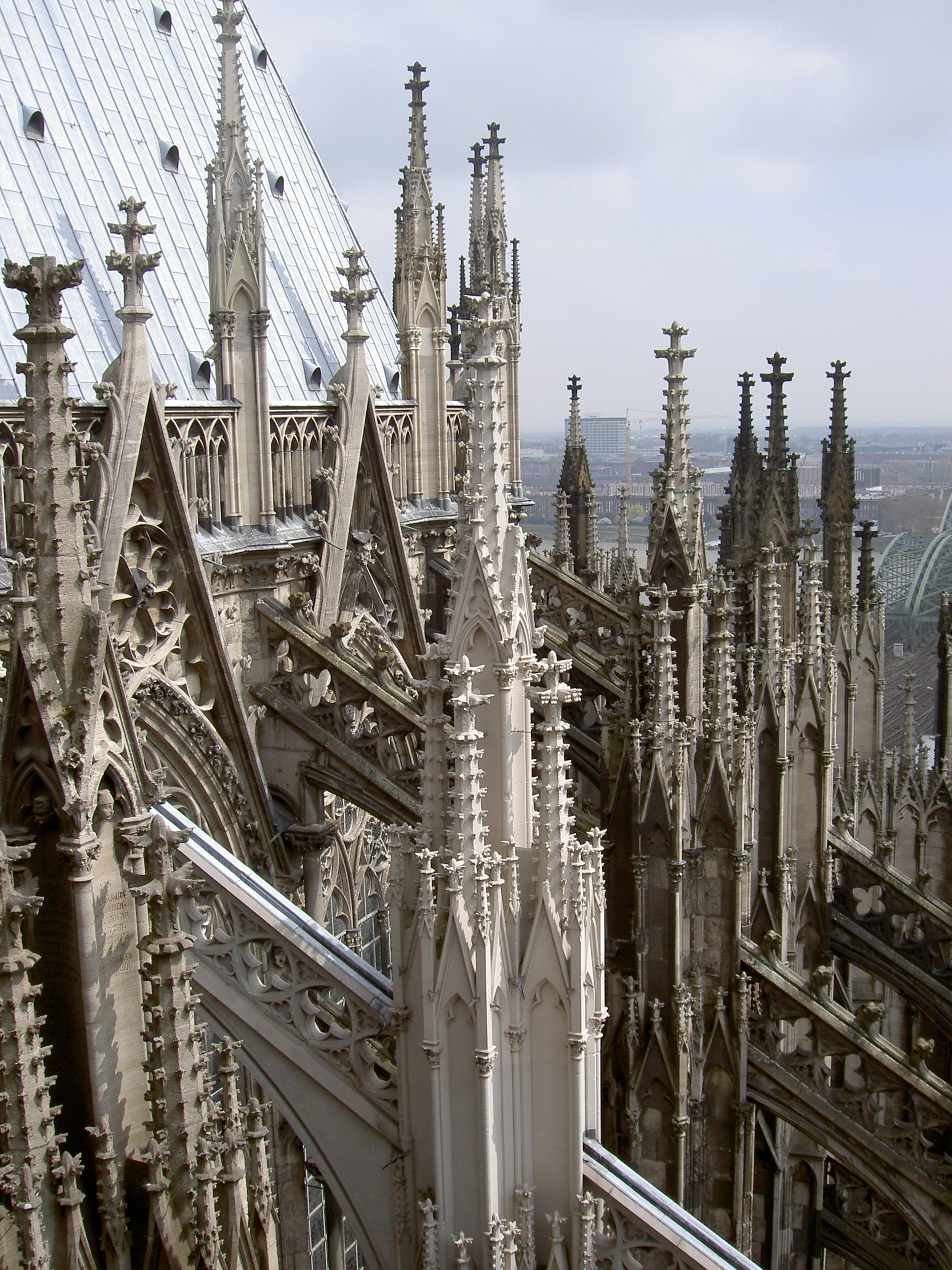
Contrafforti decorati con pinnacoli, Cattedrale di Colonia

## Transizione
La transizione (in Francia) da rayonnant a flamboyant fu graduale, segnata principalmente da uno spostamento verso nuovi modelli di trafori basati su curve a forma di S (queste curve assomigliano a fiamme tremolanti, da cui il nuovo stile prese il nome). Tuttavia, tra il caos della guerra dei cent'anni e le varie altre disgrazie vissute dall'Europa durante il XIV secolo, si verificarono relativamente poche costruzioni su larga scala e alcuni elementi dello stile rayonnant rimasero in voga fino al secolo successivo.